# Le Blanc (Indre)
Pour les articles homonymes, voir Le Blanc.
Le Blanc est une commune française et une sous-préfecture du département de l'Indre, en région Centre-Val de Loire.

## Géographie

### Localisation
La commune est située à l'extrême sud-ouest du département de l'Indre.
Les communes limitrophes sont : Saint-Aigny (3 km), Pouligny-Saint-Pierre (5 km), Concremiers (6 km), Mauvières (7 km), Ruffec (8 km), Douadic (9 km), Bélâbre (12 km) et Rosnay (14 km).
Les services préfectoraux sont situés à Châteauroux (52 km), les autres sous-préfectures sont La Châtre (71 km) et Issoudun (79 km).

### Lieux-dits, hameaux et écarts
Les hameaux et lieux-dits de la commune sont : les Ages, Varennes, Avant, la Brassardière, les Chézeaux, Muant, Madrolles, la Molière, Nervaux,Visais, Vilnet et Beauregard.

### Hydrographie
Le territoire communal est arrosé par la rivière la Creuse.

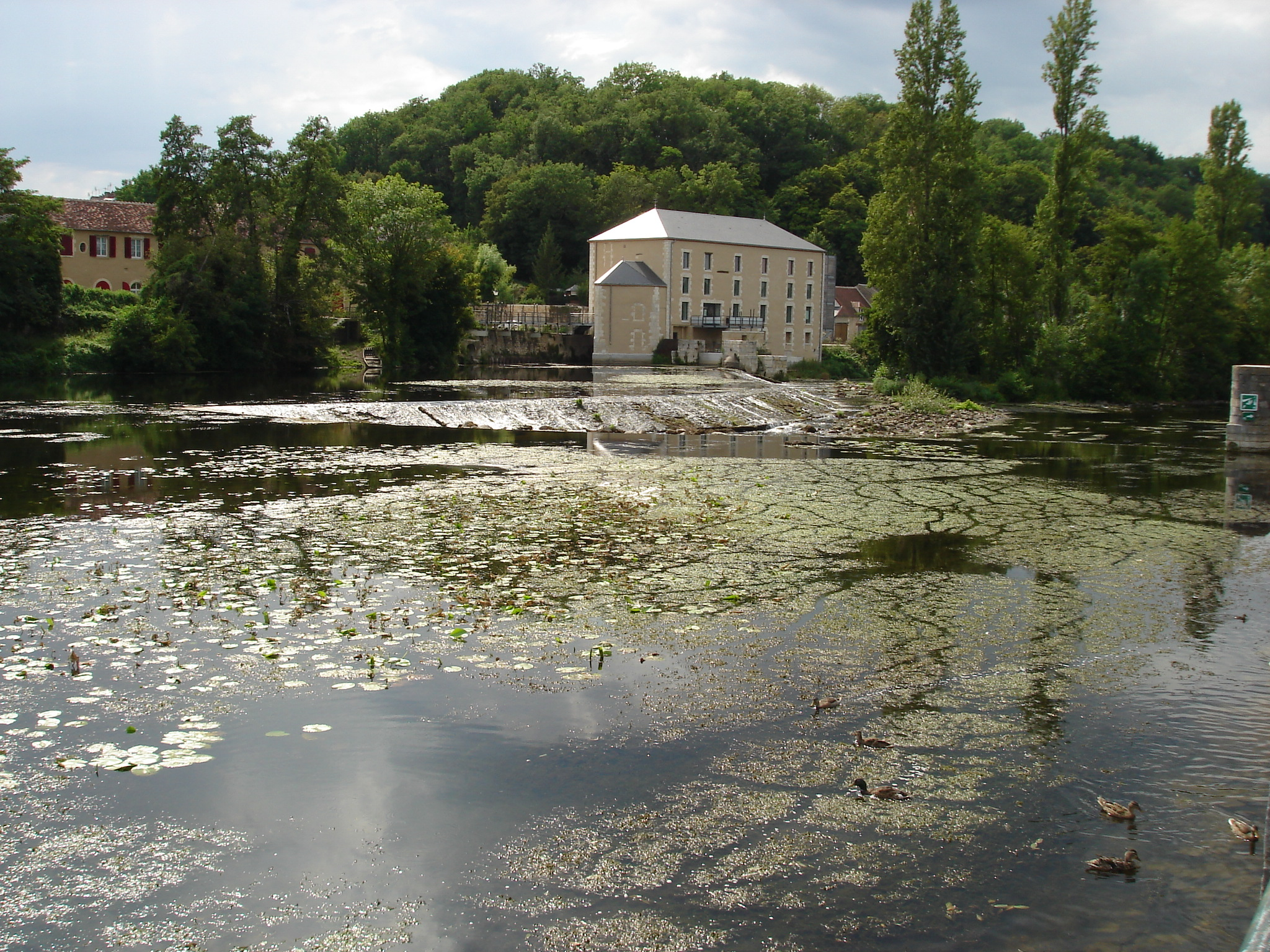
La rivière Creuse en 2011.

### Climat
Pour des articles plus généraux, voir Climat du Centre-Val de Loire et Climat de l'Indre.
En 2010, le climat de la commune est de type climat océanique dégradé des plaines du Centre et du Nord, selon une étude du Centre national de la recherche scientifique s'appuyant sur une série de données couvrant la période 1971-2000. En 2020, Météo-France publie une typologie des climats de la France métropolitaine dans laquelle la commune est exposée à un climat océanique altéré et est dans une zone de transition entre les régions climatiques « Centre et contreforts nord du Massif Central » et « Poitou-Charentes ».
Pour la période 1971-2000, la température annuelle moyenne est de 11,8 °C, avec une amplitude thermique annuelle de 14,9 °C. Le cumul annuel moyen de précipitations est de 753 mm, avec 11,6 jours de précipitations en janvier et 6,8 jours en juillet. Pour la période 1991-2020, la température moyenne annuelle observée sur la station météorologique installée sur la commune est de 12,9 °C et le cumul annuel moyen de précipitations est de 776,4 mm,. Pour l'avenir, les paramètres climatiques de la commune estimés pour 2050 selon différents scénarios d'émission de gaz à effet de serre sont consultables sur un site dédié publié par Météo-France en novembre 2022.
| Mois                                  | jan.             | fév.          | mars            | avril           | mai             | juin            | jui.            | août            | sep.           | oct.            | nov.            | déc.           | année      |
| ------------------------------------- | ---------------- | ------------- | --------------- | --------------- | --------------- | --------------- | --------------- | --------------- | -------------- | --------------- | --------------- | -------------- | ---------- |
| Température minimale moyenne (°C)     | 2,5              | 2             | 4,1             | 6,1             | 9,6             | 13,1            | 14,7            | 14,5            | 11,2           | 9               | 5,2             | 2,9            | 7,9        |
| Température moyenne (°C)              | 5,5              | 6             | 9,2             | 11,8            | 15,5            | 19,1            | 21,2            | 21,1            | 17,3           | 13,6            | 8,8             | 5,9            | 12,9       |
| Température maximale moyenne (°C)     | 8,6              | 10,1          | 14,2            | 17,5            | 21,3            | 25,2            | 27,7            | 27,6            | 23,4           | 18,2            | 12,4            | 9              | 17,9       |
| Record de froid (°C) date du record   | −18,4 17.01.1985 | −18 06.02.12  | −10,5 01.03.05  | −5,2 09.04.1977 | −1,2 08.05.1974 | 3 02.06.1962    | 3,8 10.07.1948  | 3,8 03.08.1961  | 0,8 23.09.1954 | −5,8 30.10.1997 | −9,1 24.11.1956 | −13 25.12.1963 | −18,4 1985 |
| Record de chaleur (°C) date du record | 19 05.01.1999    | 26 21.02.1969 | 27,8 25.03.1955 | 32 30.04.05     | 34,6 28.05.1947 | 41,2 26.06.1947 | 43,3 28.07.1947 | 43,7 01.08.1947 | 38,9 04.09.23  | 33,1 01.10.23   | 24,8 08.11.15   | 21 04.12.1960  | 43,7 1947  |
| Précipitations (mm)                   | 68,3             | 53,8          | 56              | 60,8            | 74,7            | 61,6            | 51,3            | 54,3            | 57,8           | 78,1            | 79,2            | 80,5           | 776,4      |

### Paysages
Elle est située dans la région naturelle du Blancois, au sein du parc naturel régional de la Brenne.

## Urbanisme

### Typologie
Au 1er janvier 2024, Le Blanc est catégorisée bourg rural, selon la nouvelle grille communale de densité à sept niveaux définie par l'Insee en 2022.
Elle appartient à l'unité urbaine de Le Blanc, une unité urbaine monocommunale constituant une ville isolée,. Par ailleurs la commune fait partie de l'aire d'attraction du Blanc, dont elle est la commune-centre,. Cette aire, qui regroupe 23 communes, est catégorisée dans les aires de moins de 50 000 habitants,.

### Zonages d'études
La commune se situe dans l'unité urbaine du Blanc, dans l’aire urbaine du Blanc, dans la zone d’emploi du Blanc et dans le bassin de vie du Blanc.

### Logement
Le tableau ci-dessous présente le détail du secteur des logements de la commune :
| Date du relevé                                              | 2013   | 2015   |
| Nombre total de logements                                   | 4 088  | 4 084  |
| Résidences principales                                      | 79,5 % | 78,1 % |
| Résidences secondaires                                      | 8,2 %  | 8,8 %  |
| Logements vacants                                           | 12,3 % | 13,1 % |
| Part des ménages propriétaires de leur résidence principale | 53,5 % | 53,4 % |

### Voies de communication et transports

#### Voies de communication
Le territoire communal est desservi par les routes départementales : 3, 10, 17, 27, 88, 119, 950, 951 et 975.

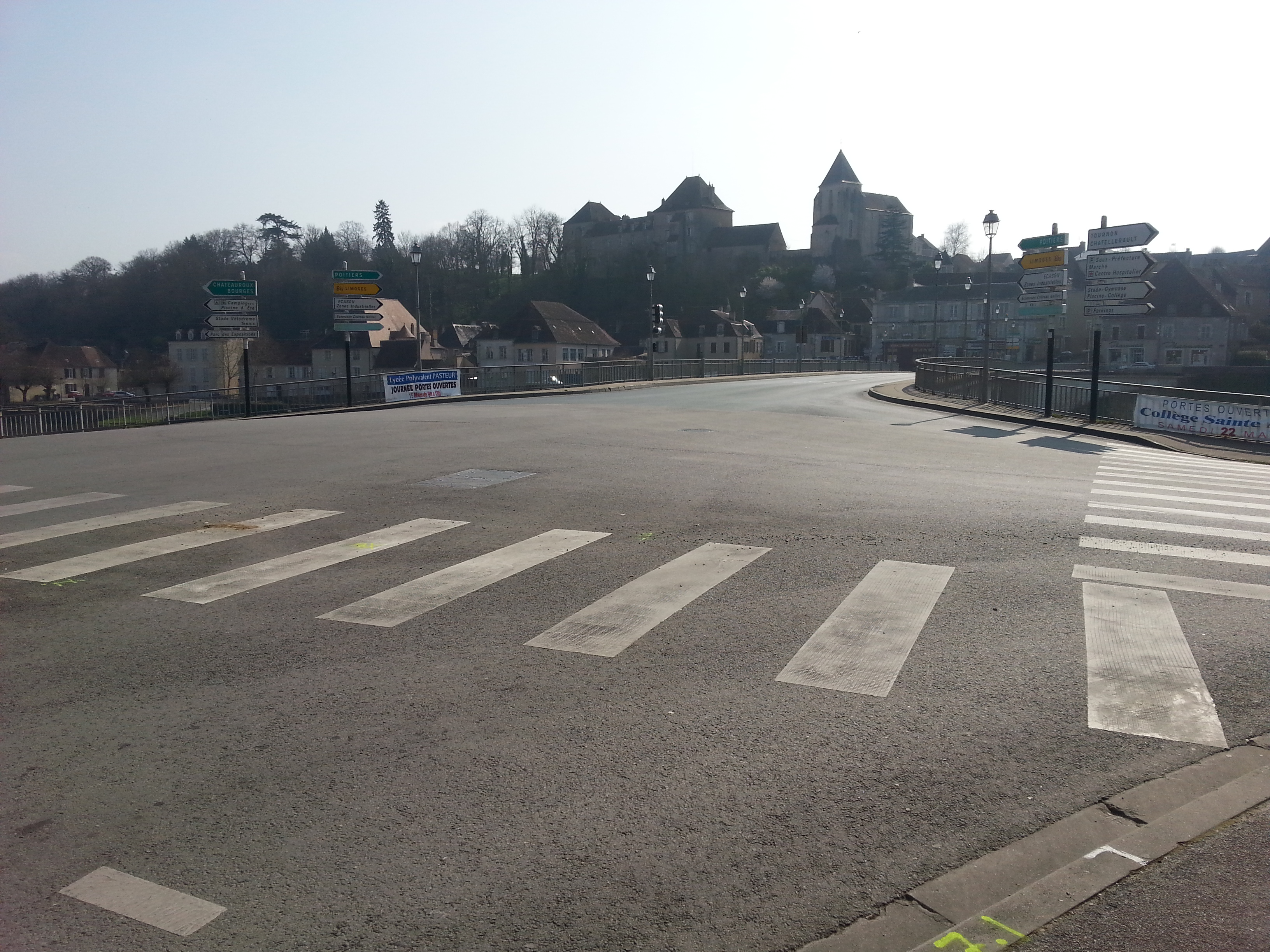
Le pont de la Creuse (RD 951) en 2014.
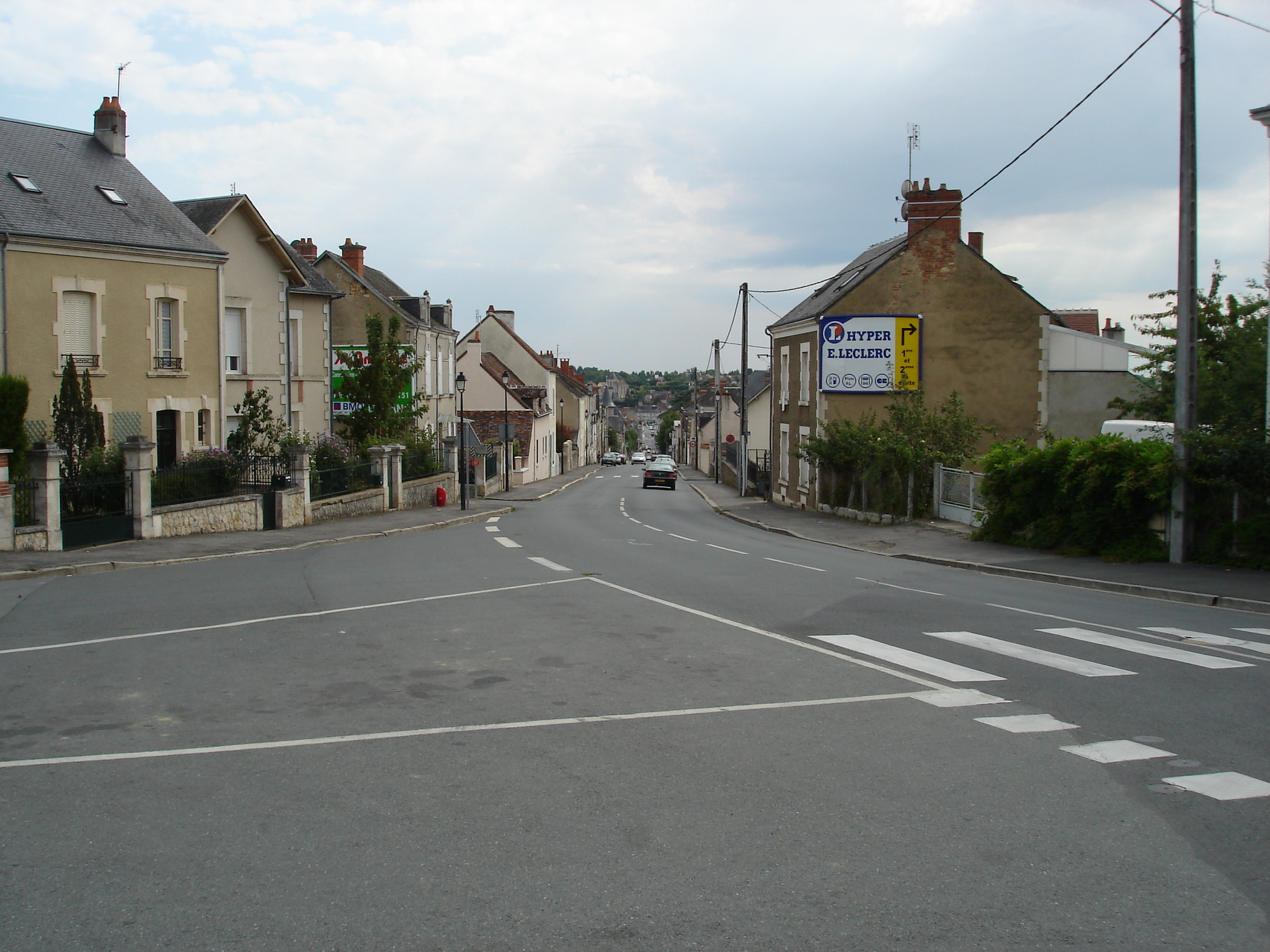
L'avenue Gambetta (RD 975) en 2011.
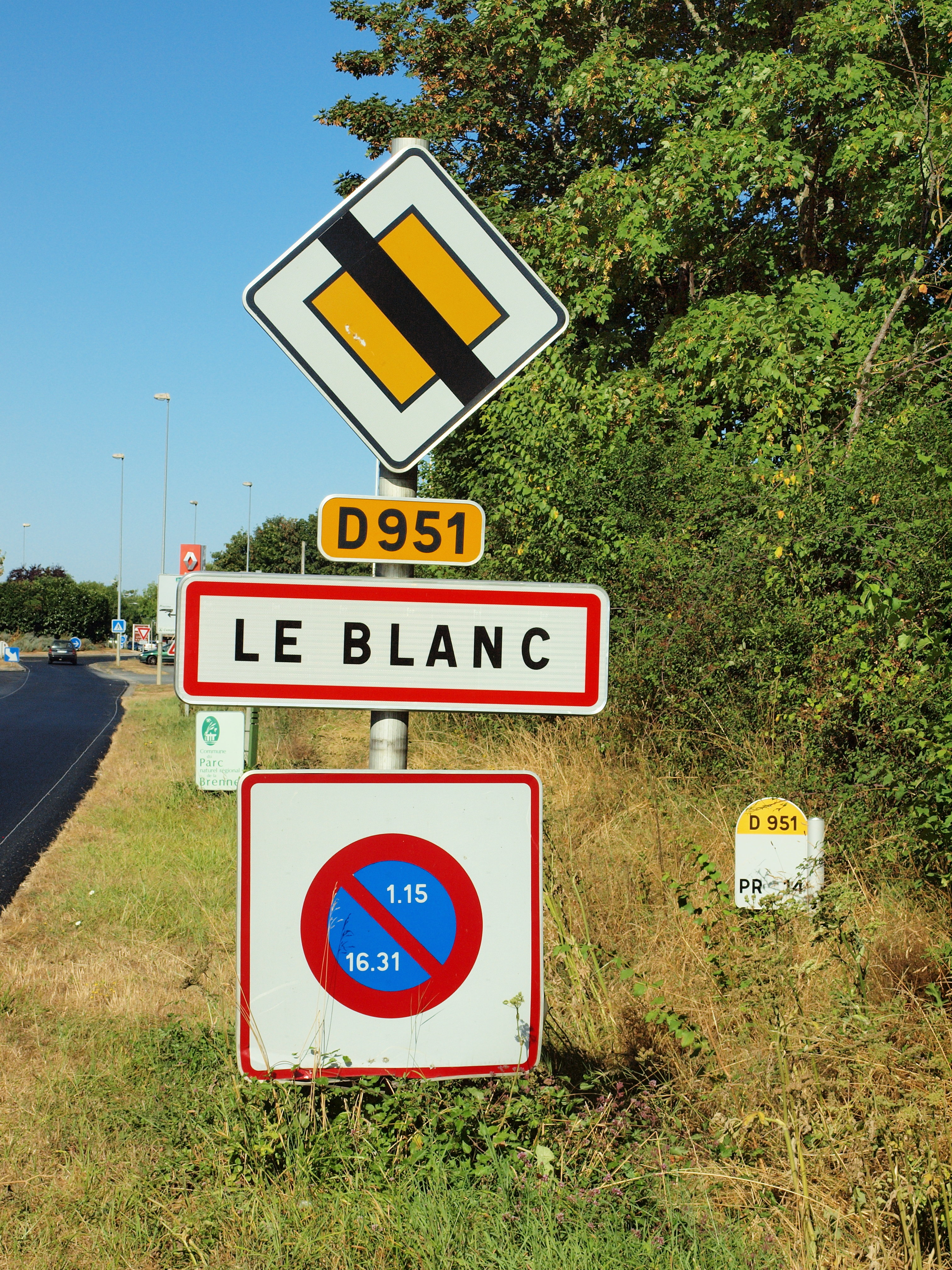
Le panneau d'entrée d’agglomération en 2016.

#### Transports
Une gare de bifurcation desservait la commune, via les lignes ferroviaires de Port-de-Piles à Argenton-sur-Creuse, de Salbris au Blanc et de Saint-Benoît au Blanc. Sur cette dernière il y avait également la gare de Saint-Aigny - Le Blanc qui était située sur le territoire communal. La ligne du Blanc à Argenton-sur-Creuse via Saint-Benoît-du-Sault passait aussi par le territoire, cinq gares (Le Blanc-PO, Place du Marché, Place de la Palisse, Varennes et Beauregard-les-Ages) desservaient la commune. Les  gares ferroviaires les plus proches sont celle de Montmorillon (32 km), sur la ligne de Mignaloux - Nouaillé à Bersac et Argenton-sur-Creuse (39 km), sur la ligne des Aubrais - Orléans à Montauban-Ville-Bourbon.
Le Blanc est desservie par les trois circuits du réseau MiniBub, ; par les lignes N, O, P et R du Réseau de mobilité interurbaine ; par la ligne 4.3 du réseau d'autocars TER Centre-Val de Loire et par la ligne 103 du réseau Lignes en Vienne.
L'aéroport le plus proche est l'aéroport de Châteauroux-Centre, à 64 km.

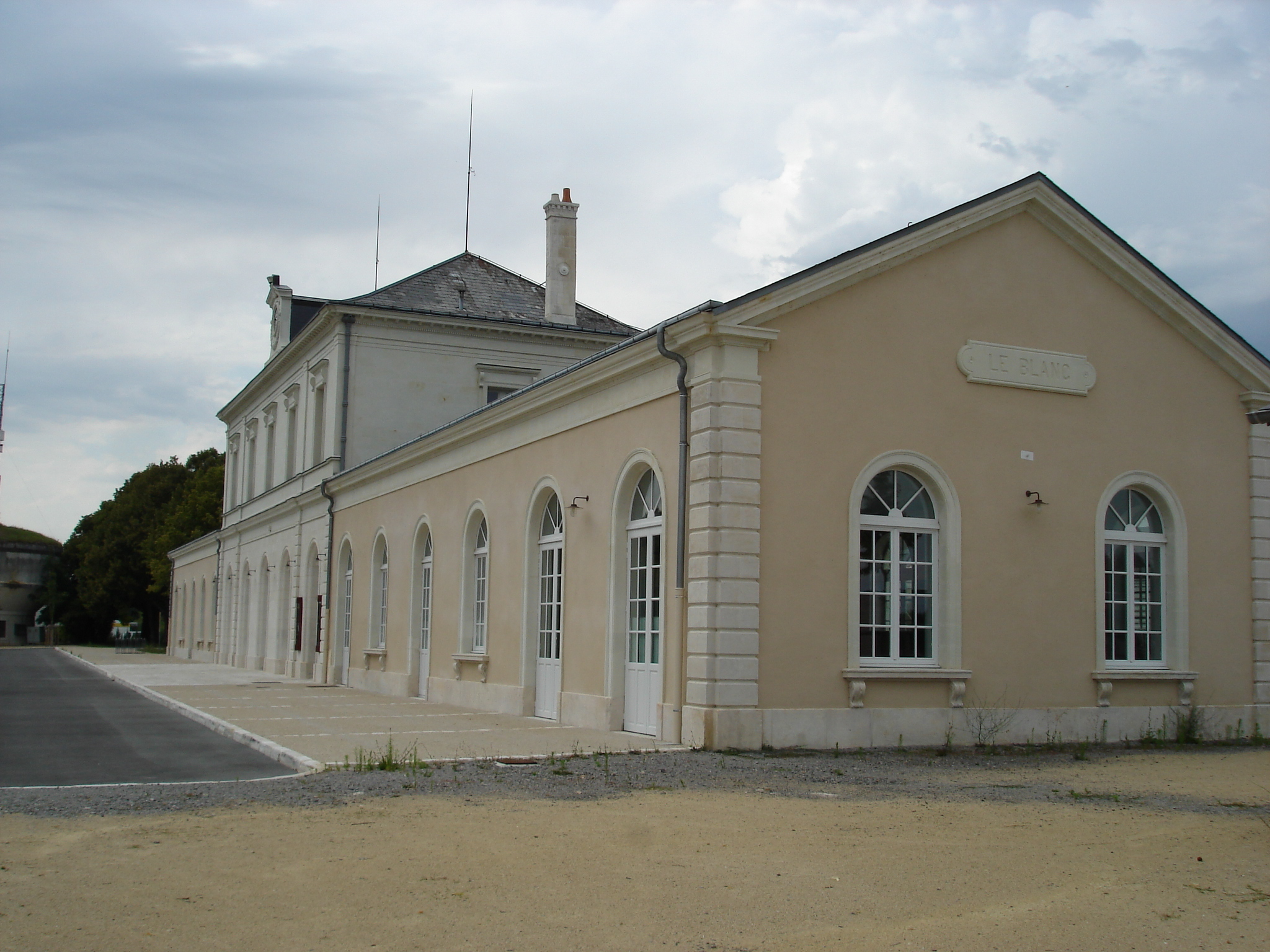
L'ancienne gare en 2011.

### Énergie
La commune possède un poste source sur son territoire qui est situé au lieu-dit la Ferrande.

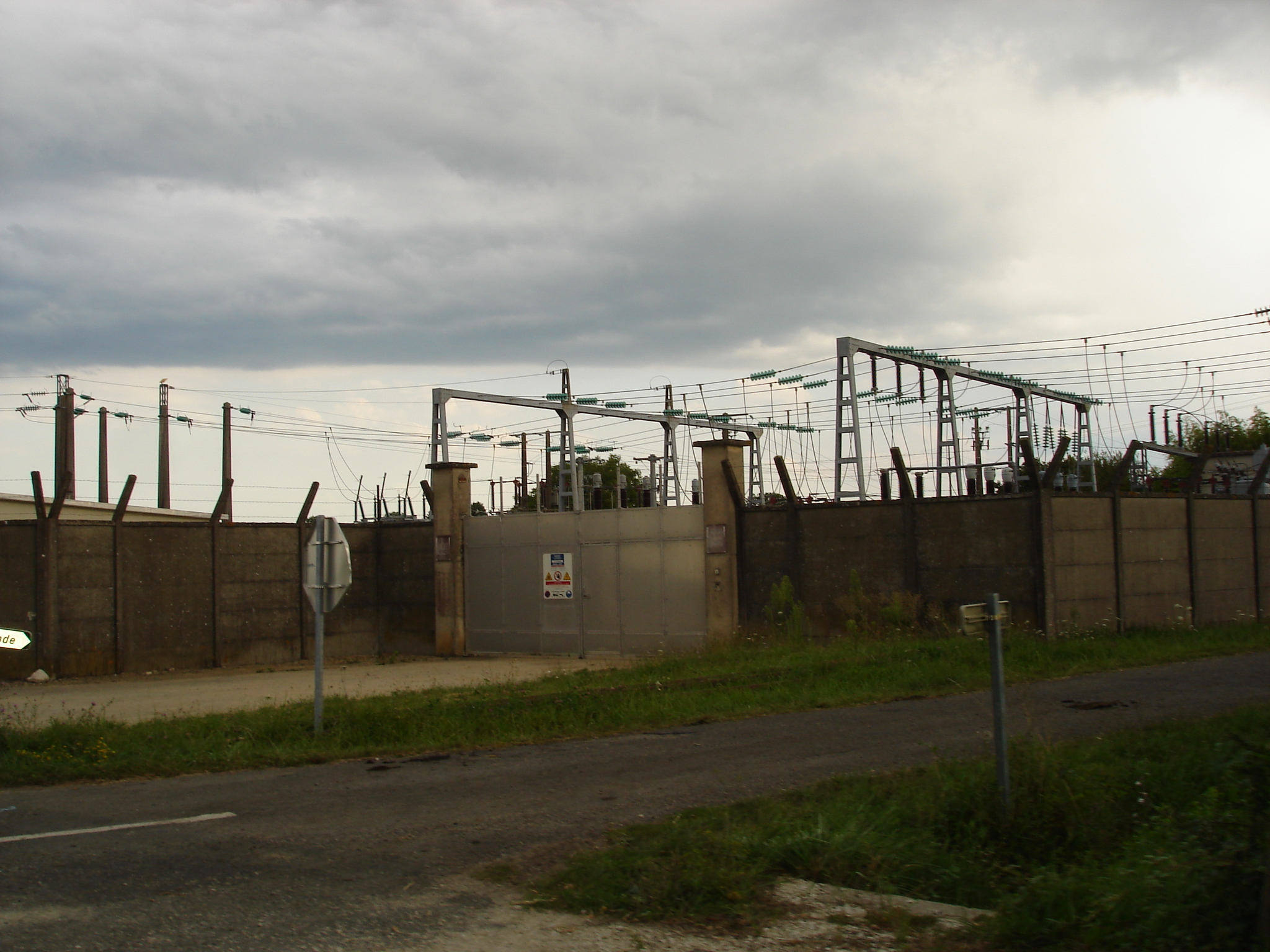
Le poste source en 2011.

### Risques naturels et technologiques
La commune est classée en zone de sismicité 2, correspondant à une sismicité faible.

### Risques majeurs
Le territoire de la commune duBlanc est vulnérable à différents aléas naturels : météorologiques (tempête, orage, neige, grand froid, canicule ou sécheresse), inondations, feux de forêts, mouvements de terrains et séisme (sismicité faible). Il est également exposé à trois risques technologiques, le transport de matières dangereuses et  le risque industriel et la rupture d'un barrage. Un site publié par le BRGM permet d'évaluer simplement et rapidement les risques d'un bien localisé soit par son adresse soit par le numéro de sa parcelle.

#### Risques naturels
Certaines parties du territoire communal sont susceptibles d’être affectées par le risque d’inondation par débordement de cours d'eau, notamment la Creuse. La commune a été reconnue en état de catastrophe naturelle au titre des dommages causés par les inondations et coulées de boue survenues en 1982, 1983, 1990, 1996, 1999, 2013, 2016 et 2018,.
Pour anticiper une remontée des risques de feux de forêt et de végétation vers le nord de la France en lien avec le dérèglement climatique, les services de l’État en région Centre-Val de Loire (DREAL, DRAAF, DDT) avec les SDIS ont réalisé en 2021 un atlas régional du risque de feux de forêt, permettant d’améliorer la connaissance sur les massifs les plus exposés. La commune, étant pour partie dans le massif de Brenne, est classée au niveau de risque 1, sur une échelle qui en comporte quatre (1 étant le niveau maximal).

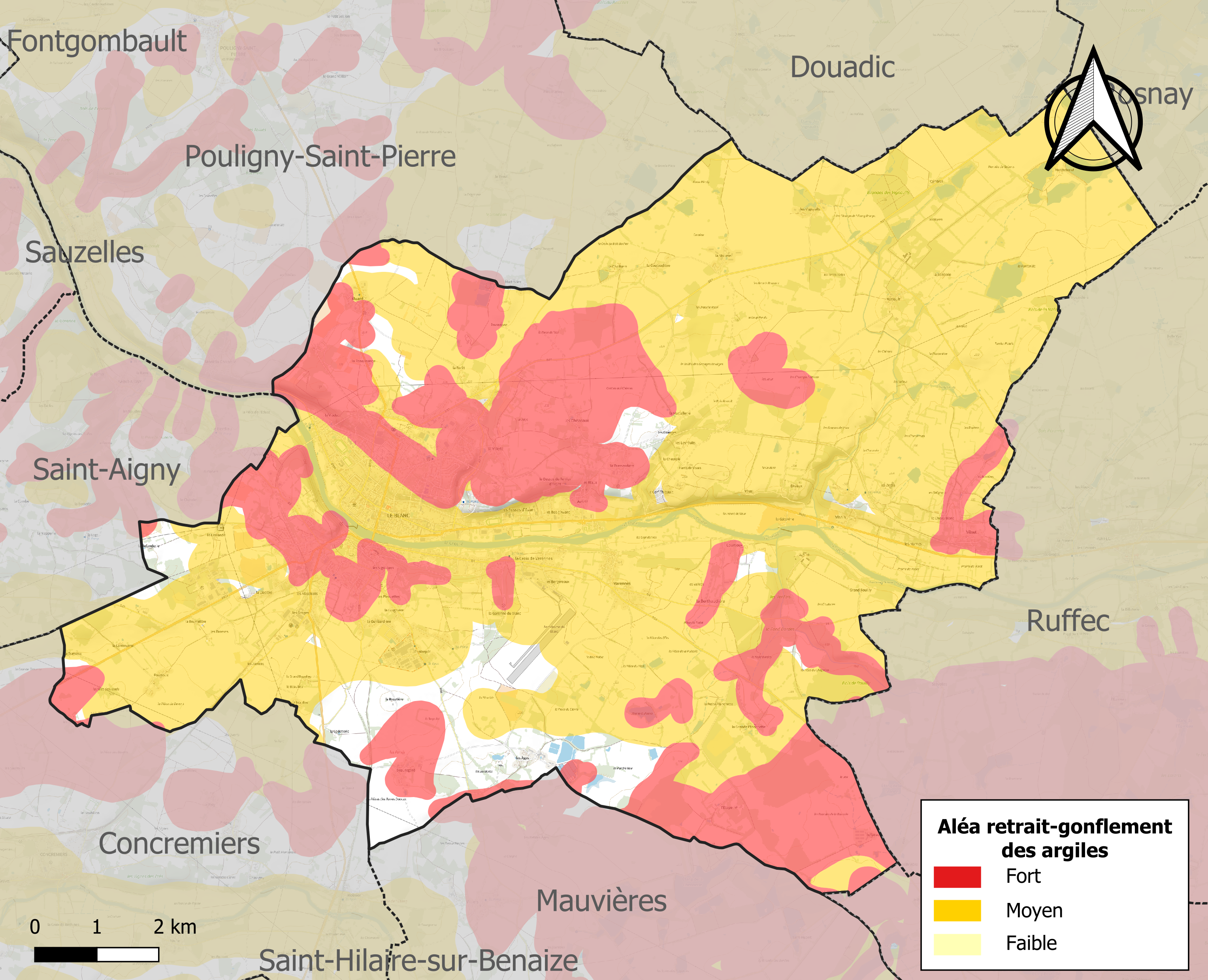
Carte des zones d'aléa retrait-gonflement des sols argileux du Blanc.

Les mouvements de terrains susceptibles de se produire sur la commune sont des tassements différentiels.
Le retrait-gonflement des sols argileux est susceptible d'engendrer des dommages importants aux bâtiments en cas d’alternance de périodes de sécheresse et de pluie. 92,5 % de la superficie communale est en aléa moyen ou fort (84,7 % au niveau départemental et 48,5 % au niveau national). Sur les 3 018 bâtiments dénombrés sur la commune en 2019, 2961 sont en aléa moyen ou fort, soit 98 %, à comparer aux 86 % au niveau départemental et 54 % au niveau national. Une cartographie de l'exposition du territoire national au retrait gonflement des sols argileux est disponible sur le site du BRGM,.
Concernant les mouvements de terrains, la commune a été reconnue en état de catastrophe naturelle au titre des dommages causés par la sécheresse en 1989, 1991, 1992, 1993, 1997, 2009, 2011, 2017 et 2019 et par des mouvements de terrain en 1983 et 1999.

#### Risques technologiques
La commune est exposée au risque industriel du fait de la présence sur son territoire d'une entreprise soumise à la directive européenne SEVESO.
Le risque de transport de matières dangereuses sur la commune est lié à sa traversée par des infrastructures routières ou ferroviaires importantes ou la présence d'une canalisation de transport d'hydrocarbures. Un accident se produisant sur de telles infrastructures est en effet susceptible d’avoir des effets graves au bâti ou aux personnes jusqu’à 350 m, selon la nature du matériau transporté. Des dispositions d’urbanisme peuvent être préconisées en conséquence.
La commune est en outre située en aval du Barrage d'Éguzon, de classe A et faisant l'objet d'un PPI, mis en eau en 1926, d’une hauteur de 58 mètres et retenant un volume de 57,3 millions de mètres cubes. À ce titre elle est susceptible d’être touchée par l’onde de submersion consécutive à la rupture de cet ouvrage.

## Toponymie
Le nom de la localité est attesté sous les formes Obliacensis en 968, Oblinco en 1159, Oblanc en 1209, Oublanc au XIVe siècle et Le Blanc à partir du XVe siècle.
Les formes anciennes montrent qu'elle n'a aucun rapport avec la couleur, mais serait à mettre en relation avec un thème pré-celtique *obl-, de sens obscur, et suffixe pré-celtique -incum.
Ses habitants sont appelés les Blancois.

## Histoire

### Antiquité
À la frontière du Berry, du Poitou et de la Touraine, Le Blanc doit son existence à la présence d'un gué permettant de traverser la Creuse, relativement large à cet endroit, et l'implantation d'un vicus en rive droite, sur un axe Bourges - La Rochelle assez fréquenté dans l'antiquité.

### Moyen Âge
Dans l'état actuel de la recherche, Le Blanc n'apparaît qu'en 968, dans le cartulaire de l'abbaye Saint-Cyprien de Poitiers, sous la forme de vicaria Obliacensis.
Le cours de la Creuse, partageant la ville jusqu'à la fin de l’Ancien Régime, a influencé toute son histoire. Plus récente, la ville Basse, au nord, s'est formée autour de l'église Saint-Génitour, le long de la voie romaine. Elle dépendait intégralement de la province du Berry.
La ville Haute, quant à elle, au sud, était partagée entre les provinces du Berry et du Poitou, division se manifestant par la présence de deux places fortes opposées : le château (des) Naillac, berrichon, et le château du Donjon, poitevin, aujourd'hui disparu. Longtemps donc, l'administration de cette cité fut particulièrement complexe et les dissensions vives.

### Temps modernes
Le pont qui, au Moyen Âge, reliait les deux villes, est emporté par une crue en 1530. Pendant trois cents ans, le passage de la Creuse se fait par bac. Le pont ne fut reconstruit qu'au début du XIXe siècle, entraînant de grands travaux d'urbanisme qui donnèrent au Blanc son aspect actuel.
L’école de chirurgie du Blanc aurait été fondée par un descendant de François Le Proust du Ronday (1548-1615), jurisconsulte et cousin germain de Renée Le Proust de Niriau, femme de Jacques de Sainte-Marthe, médecin des rois Henri II, François II et Henri III et fils de Gaucher de Sainte-Marthe, médecin ordinaire de François Ier.

### Époque contemporaine
Entre le 29 janvier et le 8 février 1939, plus de 2 000 réfugiés espagnols fuyant l'effondrement de la république espagnole devant les troupes de Franco, arrivent dans l’Indre. Contrairement aux départements voisins qui font appel aux communes, l’Indre réussit à les regrouper dans seulement trois, puis sept centres, ce qui permet un meilleur contrôle de cette population considérée comme dangereuse (notamment sur le plan sanitaire). Le Blanc est un des trois premiers centres. Les réfugiés, essentiellement des femmes et des enfants, sont soumis à une quarantaine stricte, vaccinés, le courrier est limité, le ravitaillement, s'il est peu varié et cuisiné à la française, est cependant assuré. Une partie des réfugiés rentrent en Espagne, incités par le gouvernement français qui en facilite les conditions, mais une grande partie préfèrent rester. La fermeture du camp, prévue pour le 10 mars, est repoussée au 1er juin. L’exode de juin 1940 concerne aussi ces réfugiés, qui une fois la campagne de France passée, reviennent. Le régime de Vichy les rassemble alors au camp de Douadic, surveillé par la police.
De 1940 à 1942, Le Blanc est ville de garnison du 27e régiment d’infanterie, régiment de Bourgogne et du 6e bataillon du génie de l’armée d’armistice. En 1943 et 1944, elle l'est du Premier régiment de France (état-major et 1er bataillon). Au 44 route de Pouligny existait une maison close fréquentée par les soldats de la caserne Chanzy et accessoirement par Soutine.[réf. nécessaire]. Après la Libération et durant les années 50, on note une présence de l'armée de l'air, à la caserne Chanzy et à l'Entrepôt de l'Air 609 (EAA 609) sous la direction du lieutenant-colonel Marcel Guibert.
Début novembre 2011, le député-maire de la ville, Jean-Paul Chanteguet, en qualité de président du conseil de surveillance de l'hôpital, rencontrait le directeur de l'Agence régionale de santé, Jacques Laisné, qui lui a fait part de son intention de réduire l'activité des services de chirurgie et de maternité, à la suite de mauvais résultats comptables. Une réunion publique d'information a été organisée le 19 novembre 2011, suivie par une manifestation dans la ville suivie par plus de 5 000 personnes. L'hôpital du Blanc, deuxième employeur de la ville, est en effet inscrit en 2010 dans une liste[Laquelle ?], établie par Roselyne Bachelot, ministre de la Santé, faute de n'avoir pas atteint les 1 500 séjours requis à l'année.

## Politique et administration

### Découpage territorial
Le Blanc est membre :
- de la communauté de communes Brenne - Val de Creuse ;
- du canton du Blanc ;
- de l'arrondissement du Blanc ;
- de la première circonscription de l'Indre.

### Administration municipale

#### Tendances politiques et résultats
| Élections présidentielles, résultats des deuxièmes tours.                                  | Élections présidentielles, résultats des deuxièmes tours. | Élections présidentielles, résultats des deuxièmes tours. | Élections présidentielles, résultats des deuxièmes tours. | Élections présidentielles, résultats des deuxièmes tours. | Élections présidentielles, résultats des deuxièmes tours. | Élections présidentielles, résultats des deuxièmes tours. | Élections présidentielles, résultats des deuxièmes tours. |
| Année                                                                                      | Élu                                                       | Élu                                                       | Élu                                                       | Battu                                                     | Battu                                                     | Battu                                                     | Participation                                             |
| ------------------------------------------------------------------------------------------ | --------------------------------------------------------- | --------------------------------------------------------- | --------------------------------------------------------- | --------------------------------------------------------- | --------------------------------------------------------- | --------------------------------------------------------- | --------------------------------------------------------- |
| 2002                                                                                       | 84,57 %                                                   | Jacques Chirac                                            | RPR                                                       | 15,43 %                                                   | Jean-Marie Le Pen                                         | FN                                                        | 82,04 %                                                   |
| 2007                                                                                       | 52,85 %                                                   | Nicolas Sarkozy                                           | UMP                                                       | 47,15 %                                                   | Ségolène Royal                                            | PS                                                        | 82,96 %                                                   |
| 2012                                                                                       | 54,54 %                                                   | François Hollande                                         | PS                                                        | 45,46 %                                                   | Nicolas Sarkozy                                           | UMP                                                       | 78,67 %                                                   |
| 2017                                                                                       | 63,44 %                                                   | Emmanuel Macron                                           | EM                                                        | 36,56 %                                                   | Marine Le Pen                                             | FN                                                        | 73,29 %                                                   |
| 2022                                                                                       | 53,76 %                                                   | Emmanuel Macron                                           | LREM                                                      | 46,24 %                                                   | Marine Le Pen                                             | RN                                                        | 70,13 %                                                   |
| Élections législatives, résultats des deux meilleurs scores du dernier tour de scrutin.    |                                                           |                                                           |                                                           |                                                           |                                                           |                                                           |                                                           |
| Année                                                                                      | Élu                                                       | Élu                                                       | Élu                                                       | Battu                                                     | Battu                                                     | Battu                                                     | Participation                                             |
| Le Blanc est répartie sur plusieurs circonscriptions, cf. les résultats des .              |                                                           |                                                           |                                                           |                                                           |                                                           |                                                           |                                                           |
| Avant 2010, Le Blanc est répartie sur plusieurs circonscriptions, cf. les résultats des .  |                                                           |                                                           |                                                           |                                                           |                                                           |                                                           |                                                           |
| 2002                                                                                       | 53,98 %                                                   | Jean-Paul Chanteguet                                      | PS                                                        | 46,02 %                                                   | Gilles Peyrot-des-Gachons                                 | UMP                                                       | 71,86 %                                                   |
| 2007                                                                                       | 56,23 %                                                   | Jean-Paul Chanteguet                                      | PS                                                        | 43,77 %                                                   | Bernard Pousset                                           | UMP                                                       | 68,76 %                                                   |
| Après 2010, Le Blanc est répartie sur plusieurs circonscriptions, cf. les résultats de .   |                                                           |                                                           |                                                           |                                                           |                                                           |                                                           |                                                           |
| 2012                                                                                       | 61,93 %                                                   | Jean-Paul Chanteguet                                      | PS                                                        | 38,07 %                                                   | François Jolivet                                          | UMP                                                       | 61,19 %                                                   |
| 2017                                                                                       | 72,50 %                                                   | François Jolivet                                          | LREM                                                      | 27,50 %                                                   | Mylène Wunsch                                             | FN                                                        | 44,94 %                                                   |
| 2022                                                                                       | 55,84 %                                                   | François Jolivet                                          | H                                                         | 44,16 %                                                   | Éloïse Gonzales                                           | LFI                                                       | 45,46 %                                                   |
| 2024                                                                                       | 56,25 %                                                   | François Jolivet                                          | H                                                         | 43,75 %                                                   | Mylène Wunsch                                             | FN                                                        | 63,16 %                                                   |
| Élections européennes, résultats des deux meilleurs scores.                                |                                                           |                                                           |                                                           |                                                           |                                                           |                                                           |                                                           |
| Année                                                                                      | Liste 1re                                                 | Liste 1re                                                 | Liste 1re                                                 | Liste 2e                                                  | Liste 2e                                                  | Liste 2e                                                  | Participation                                             |
| 2004                                                                                       | 37,71 %                                                   | Catherine Guy-Quint                                       | PS                                                        | 16,07 %                                                   | Brice Hortefeux                                           | UMP                                                       | 43,02 %                                                   |
| 2009                                                                                       | 28,03 %                                                   | Jean-Pierre Audy                                          | UMP                                                       | 22,02 %                                                   | Henri Weber                                               | PS                                                        | 37,94 %                                                   |
| 2014                                                                                       | 25,50 %                                                   | Bernard Monot                                             | FN                                                        | 19,96 %                                                   | Brice Hortefeux                                           | UMP                                                       | 41,17 %                                                   |
| 2019                                                                                       | 28,88 %                                                   | Jordan Bardella                                           | RN                                                        | 19,19 %                                                   | Nathalie Loiseau                                          | LREM                                                      | 50,59 %                                                   |
| 2024                                                                                       | 37,79 %                                                   | Jordan Bardella                                           | RN                                                        | 14,44 %                                                   | Valérie Hayer                                             | REN                                                       | 48,65 %                                                   |
| Élections régionales, résultats des deux meilleurs scores.                                 |                                                           |                                                           |                                                           |                                                           |                                                           |                                                           |                                                           |
| Année                                                                                      | Liste 1re                                                 | Liste 1re                                                 | Liste 1re                                                 | Liste 2e                                                  | Liste 2e                                                  | Liste 2e                                                  | Participation                                             |
| 2004                                                                                       | 55,76 %                                                   | Michel Sapin                                              | PS                                                        | 28,87 %                                                   | Serge Vinçon                                              | UMP                                                       | 65,11 %                                                   |
| 2010                                                                                       | 56,33 %                                                   | François Bonneau                                          | PS                                                        | 32,09 %                                                   | Hervé Novelli                                             | UMP                                                       | 51,31 %                                                   |
| 2015                                                                                       | 42,22 %                                                   | François Bonneau                                          | PS                                                        | 29,16 %                                                   | Philippe Vigier                                           | UDI                                                       | 56,82 %                                                   |
| 2021                                                                                       | 41,66 %                                                   | François Bonneau                                          | PS                                                        | 33,62 %                                                   | Nicolas Forissier                                         | LR                                                        | 33,72 %                                                   |
| Élections cantonales, résultats des deux meilleurs scores du dernier tour de scrutin.      |                                                           |                                                           |                                                           |                                                           |                                                           |                                                           |                                                           |
| Année                                                                                      | Élu                                                       | Élu                                                       | Élu                                                       | Battu                                                     | Battu                                                     | Battu                                                     | Participation                                             |
| Le Blanc est répartie sur plusieurs cantons, cf. les résultats de ceux de .                |                                                           |                                                           |                                                           |                                                           |                                                           |                                                           |                                                           |
| 2001                                                                                       | ? %                                                       | ?                                                         | ?                                                         | ? %                                                       | ?                                                         | ?                                                         | ? %                                                       |
| 2004                                                                                       | %                                                         |                                                           |                                                           | %                                                         |                                                           |                                                           | indisponible %                                            |
| 2008                                                                                       | 65,74 %                                                   | Alain Pasquer élu au premier tour                         | PS                                                        | 26,15 %                                                   | Roland Caillaud                                           | MNC                                                       | 71,24 %                                                   |
| 2011                                                                                       | %                                                         |                                                           |                                                           | %                                                         |                                                           |                                                           | indisponible %                                            |
| Élections départementales, résultats des deux meilleurs scores du dernier tour de scrutin. |                                                           |                                                           |                                                           |                                                           |                                                           |                                                           |                                                           |
| Année                                                                                      | Élus                                                      | Élus                                                      | Élus                                                      | Battus                                                    | Battus                                                    | Battus                                                    | Participation                                             |
| Le Blanc est répartie sur plusieurs cantons, cf. les résultats de ceux de .                |                                                           |                                                           |                                                           |                                                           |                                                           |                                                           |                                                           |
| 2015                                                                                       | 44,61 %                                                   | Gérard Blondeau Françoise Perrot                          | UD                                                        | 55,39 %                                                   | Marie-Georges Fayn-Dargenton Alain Pasquer                | UG                                                        | 53,97 %                                                   |
| 2021                                                                                       | 61,52 %                                                   | Gérard Blondeau Nathalie Corbeau                          | DVD                                                       | 38,48 %                                                   | Laurent Moreau Sylvie Perchez                             | UGE                                                       | 33,89 %                                                   |
| Référendums.                                                                               |                                                           |                                                           |                                                           |                                                           |                                                           |                                                           |                                                           |
| Année                                                                                      | Oui (national)                                            | Oui (national)                                            | Oui (national)                                            | Non (national)                                            | Non (national)                                            | Non (national)                                            | Participation                                             |
| 1992                                                                                       | 47,84 % (51,04 %)                                         | 47,84 % (51,04 %)                                         | 47,84 % (51,04 %)                                         | 52,16 % (48,96 %)                                         | 52,16 % (48,96 %)                                         | 52,16 % (48,96 %)                                         | 72,13 %                                                   |
| 2000                                                                                       | 74,45 % (73,21 %)                                         | 74,45 % (73,21 %)                                         | 74,45 % (73,21 %)                                         | 25,55 % (26,79 %)                                         | 25,55 % (26,79 %)                                         | 25,55 % (26,79 %)                                         | 30,84 %                                                   |
| 2005                                                                                       | 41,77 % (45,33 %)                                         | 41,77 % (45,33 %)                                         | 41,77 % (45,33 %)                                         | 58,23 % (54,67 %)                                         | 58,23 % (54,67 %)                                         | 58,23 % (54,67 %)                                         | 69,16 %                                                   |

#### Liste des maires
| Période       | Période                  | Identité             | Étiquette    | Qualité |
| ------------- | ------------------------ | -------------------- | ------------ | --- |
| octobre 1944  | mars 1959                | Ferdinand Seville    | SFIO         | Cheminot électricien Conseiller général du Blanc (1945 → 1964) |
| mars 1959     | mars 1971                | André Gasnier        | Rad.         | Directeur commercial Conseiller général du Blanc (1964 → 1988) |
| mars 1971     | mars 1977                | Jean-Paul Mourot     | UDR puis RPR | Administrateur de presse Député de l'Indre (3e circ.) (1968 → 1978) Conseiller général de Tournon-Saint-Martin (1974 → 1985)                                                               |
| mars 1977     | mars 1983                | René Thimel          |              | |
| mars 1983     | novembre 2012            | Jean-Paul Chanteguet | PS           | Conseiller économique Député de l'Indre (3e puis 1re circ.) (1988 → 1993 et 1997 → 2017) Conseiller général du Blanc (1988 → 1997) Démissionnaire à la suite de sa réélection comme député |
| novembre 2012 | juin 2015                | Alain Pasquer        | PS           | Professeur d'histoire-géographie retraité, ancien adjoint Conseiller général du Blanc (1997 → 2015) Président de la CC Brenne - Val de Creuse (1998 → 2015) Décédé en fonction             |
| juillet 2015  | juillet 2020             | Annick Gombert       | PS           | Médecin Conseillère régionale (2004 → 2021) Vice-présidente de la CC Brenne - Val de Creuse (2015 → 2020)                                                                                  |
| juillet 2020  | En cours (au 6 mai 2021) | Gilles Lherpinière   | DVC          | Agriculteur éleveur |

### Jumelages
La commune est jumelée avec :
- Bechhofen (Allemagne) depuis 1975 ;
- Alberique (Espagne) depuis 1980.

## Équipements et services publics

### Espaces publics
- Office de tourisme[71]
- Hôtel des impôts[72]
- Trésor public[72]
- Caisse d'allocations familiales[73]
- Centre d'information et d'orientation[74]
- Centre de protection maternelle et infantile[75]

### Enseignement
La commune dépend de la circonscription académique du Blanc.

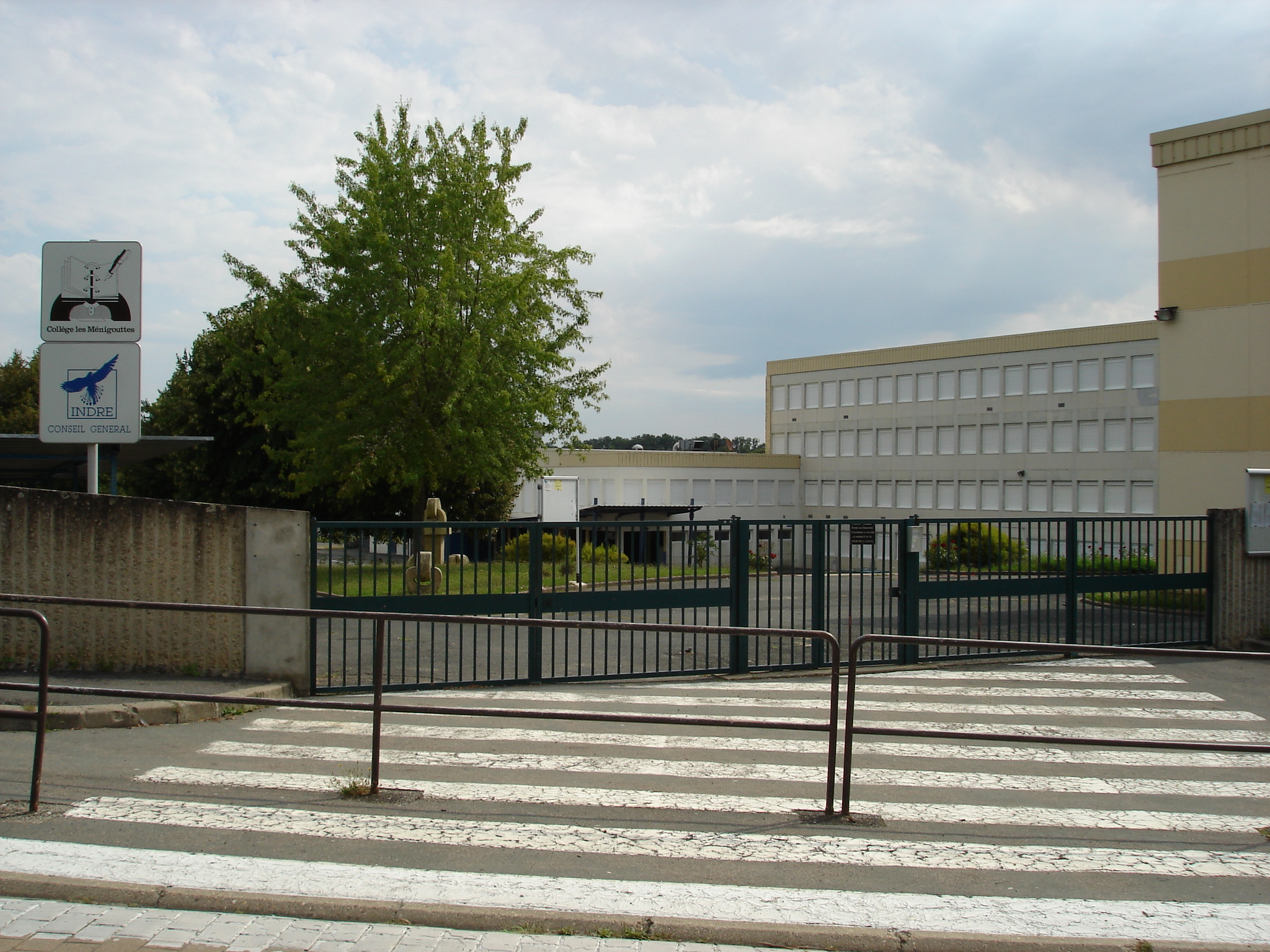
Le collège public des Ménigouttes en 2011.

### Postes et télécommunications
Le Blanc compte un bureau de poste.

### Santé
La commune possède un centre hospitalier (Smur 36) et une maison médicale.
La fermeture des services de chirurgie et de maternité de l'hôpital, prévue par l'Agence régionale de santé en 2011, a été gelée en février 2012 à la suite de la mobilisation des élus et de la population.

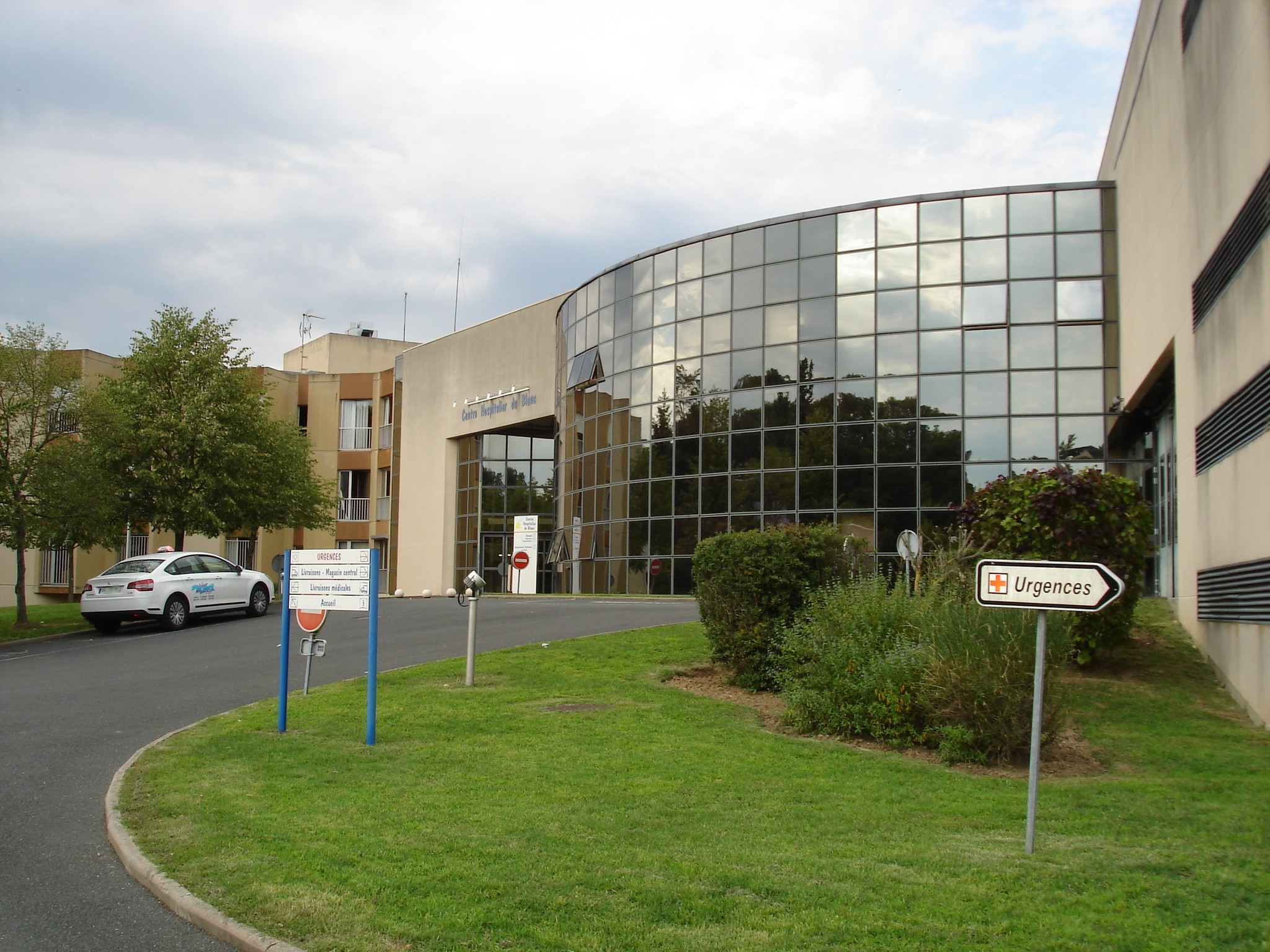
Le centre hospitalier du Blanc en 2011.
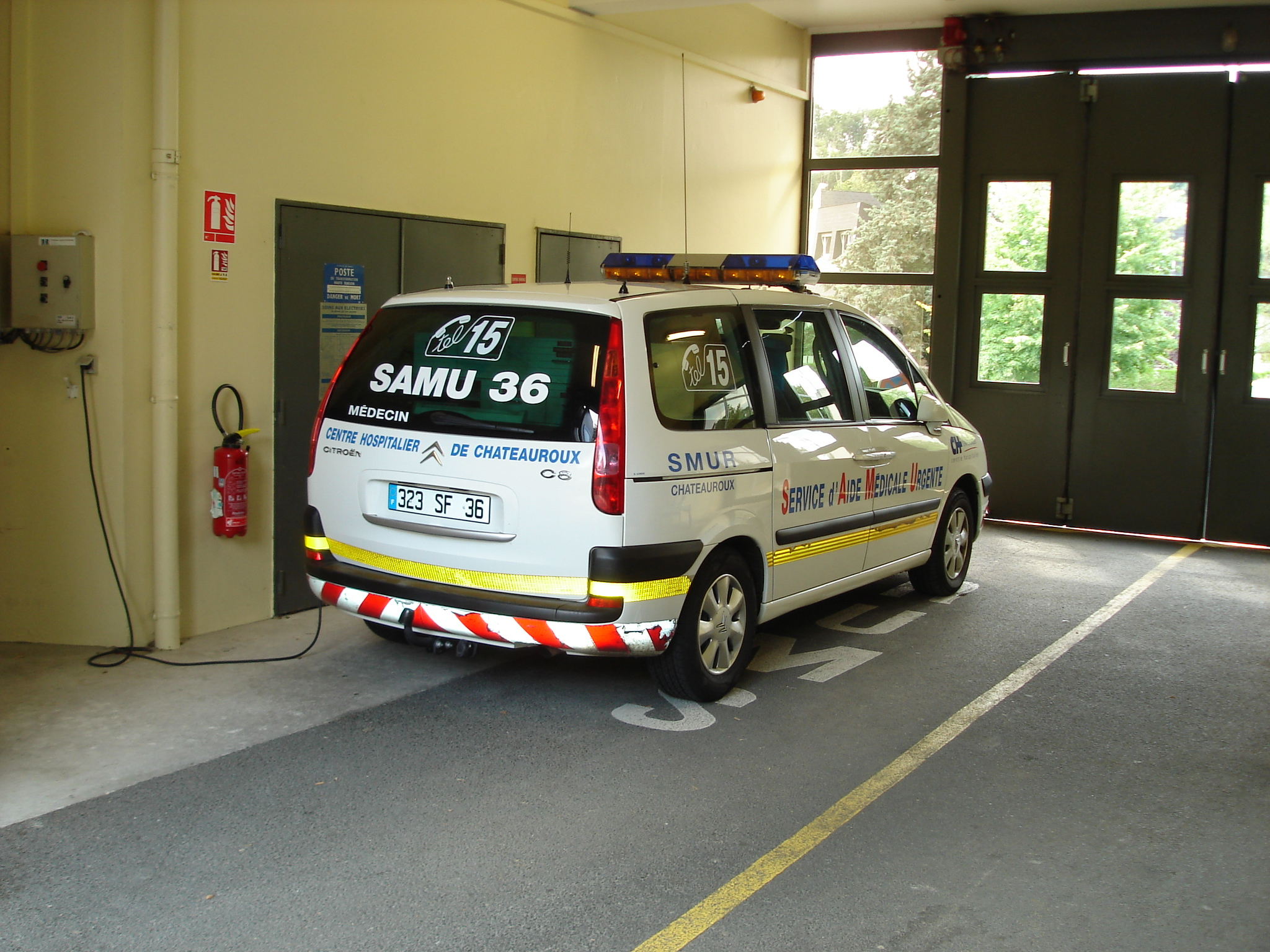
La voiture légère médicalisé du SMUR du Blanc, en 2011.
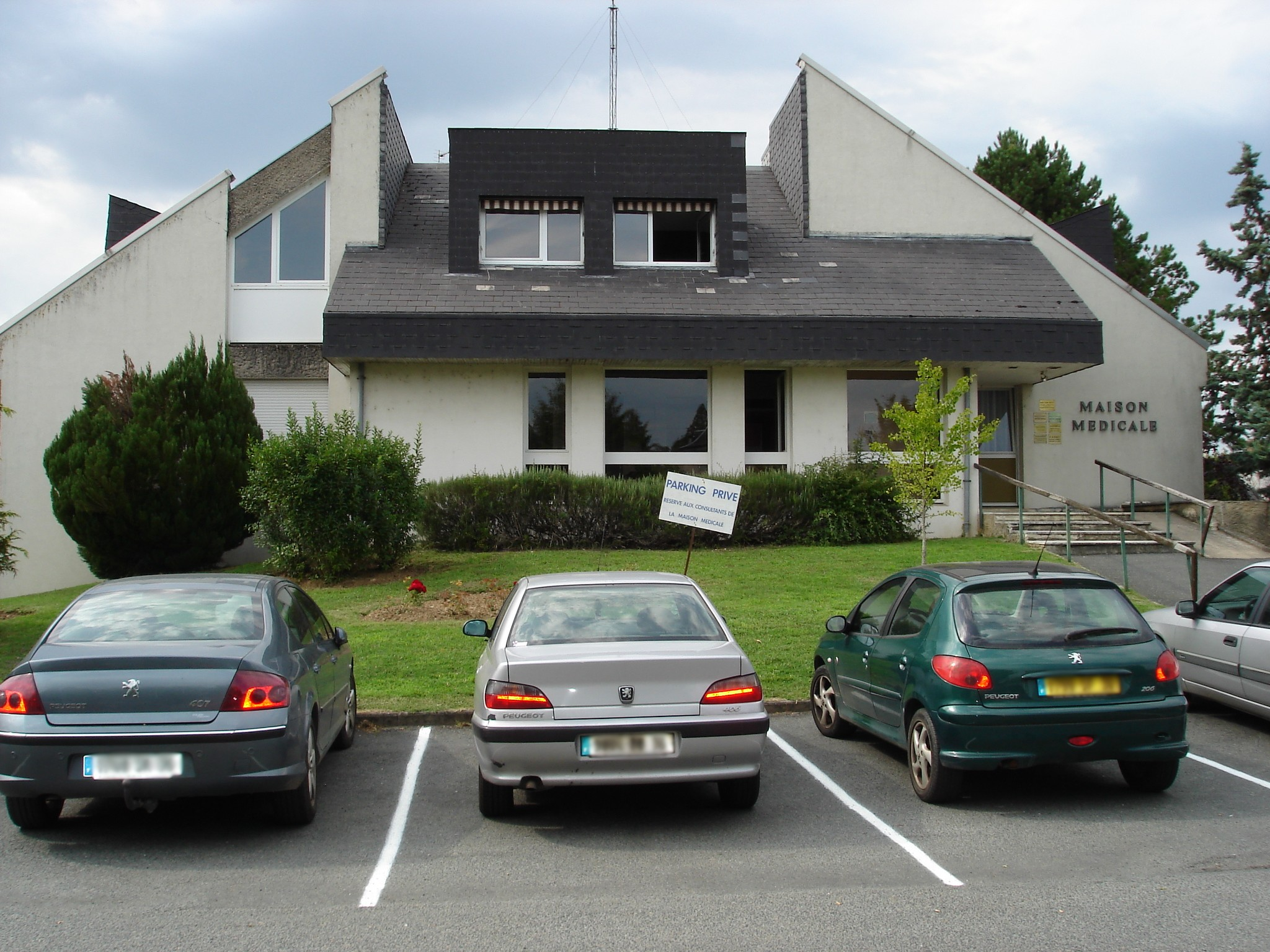
La maison médicale en 2011.

### Justice, sécurité, secours et défense
- Sous-préfecture[81]
- Police municipale
- Centre de secours principal[82]
- Centre d'entretien et d'exploitation des routes du conseil départemental de l'Indre[83]

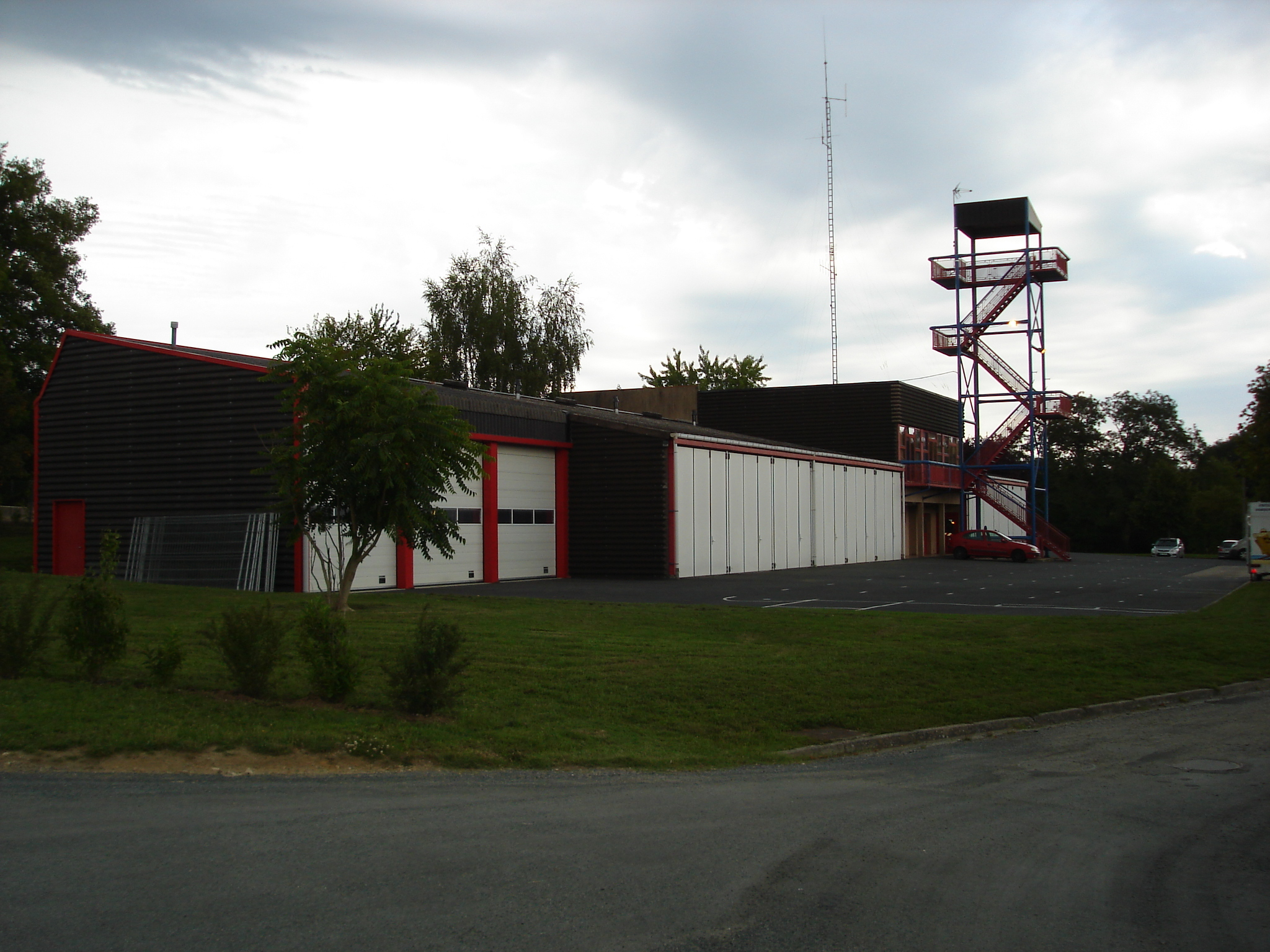
Le centre de secours principal en 2011.

#### Gendarmerie nationale
- Dépôt central des archives de la justice militaire[84]
- Corps de soutien technique et administratif de la Gendarmerie nationale[85]
- Centre national de soutien logistique de la gendarmerie nationale[86]
- Brigade territoriale[87]

## Population et société

### Démographie
L'évolution du nombre d'habitants est connue à travers les recensements de la population effectués dans la commune depuis 1793. Pour les communes de moins de 10 000 habitants, une enquête de recensement portant sur toute la population est réalisée tous les cinq ans, les populations de référence des années intermédiaires étant quant à elles estimées par interpolation ou extrapolation. Pour la commune, le premier recensement exhaustif entrant dans le cadre du nouveau dispositif a été réalisé en 2004.

En 2022, la commune comptait 6 188 habitants, en évolution de −5,11 % par rapport à 2016 (Indre : −3 %, France hors Mayotte : +2,11 %).
| 1793  | 1800  | 1806  | 1821  | 1831  | 1836  | 1841  | 1846  | 1851  |
| ----- | ----- | ----- | ----- | ----- | ----- | ----- | ----- | ----- |
| 4 780 | 4 723 | 3 662 | 4 452 | 4 804 | 5 095 | 5 290 | 6 075 | 6 788 |

| 1856  | 1861  | 1866  | 1872  | 1876  | 1881  | 1886  | 1891  | 1896  |
| ----- | ----- | ----- | ----- | ----- | ----- | ----- | ----- | ----- |
| 5 731 | 5 882 | 5 956 | 5 709 | 6 122 | 6 558 | 7 140 | 7 389 | 6 764 |

| 1901  | 1906  | 1911  | 1921  | 1926  | 1931  | 1936  | 1946  | 1954  |
| ----- | ----- | ----- | ----- | ----- | ----- | ----- | ----- | ----- |
| 6 663 | 6 520 | 6 493 | 5 284 | 5 511 | 5 426 | 5 789 | 6 719 | 6 427 |

| 1962  | 1968  | 1975  | 1982  | 1990  | 1999  | 2004  | 2006  | 2009  |
| ----- | ----- | ----- | ----- | ----- | ----- | ----- | ----- | ----- |
| 6 402 | 6 767 | 8 024 | 7 769 | 7 361 | 6 998 | 7 015 | 6 927 | 6 946 |

| 2014  | 2019  | 2022  | - | - | - | - | - | - |
| ----- | ----- | ----- | - | - | - | - | - | - |
| 6 602 | 6 250 | 6 188 | - | - | - | - | - | - |

### Manifestations culturelles et festivités
- Festival Les Milliaires, du nom des bornes des voies romaines est organisé sur l'ancienne voie romaine passant par le Blanc. La ville a accueilli plusieurs manifestations dans ce cadre et joué un rôle actif pour l'organisation de ce festival.
- Fête des Bons-Saints
- La première émission du Jeu des mille francs (l'actuel Jeu des mille euros) a été enregistrée et diffusée depuis la place du Marché du Blanc, le 19 avril 1958.
- La communauté Emmaüs blancoise a été parmi les premières, à avoir été créée par l'abbé Pierre, organise chaque année une grande braderie très fréquentée, généralement début août.

### Sports
Le territoire communal est traversé par le sentier de grande randonnée de pays de la Brenne et par la voie verte des Vallées.
Les équipements sportifs de la commune sont le stade des Ménigouttes, le stade de rugby, le stade vélodrome, le stade militaire, la piscine des Ménigouttes, la piscine municipale d'été, le gymnase des Ménigouttes, le gymnase Jean-Moulin, le gymnase Pasteur, l'aérodrome, le boulodrome Louis-Renault, des courts de tennis couverts, un dojo(pratique d'arts martiaux,judo,karate,etc)un local canoë-kayak, une salle de billard, une salle de tennis de table, une base de plein air, un stand de tir et un skatepark.

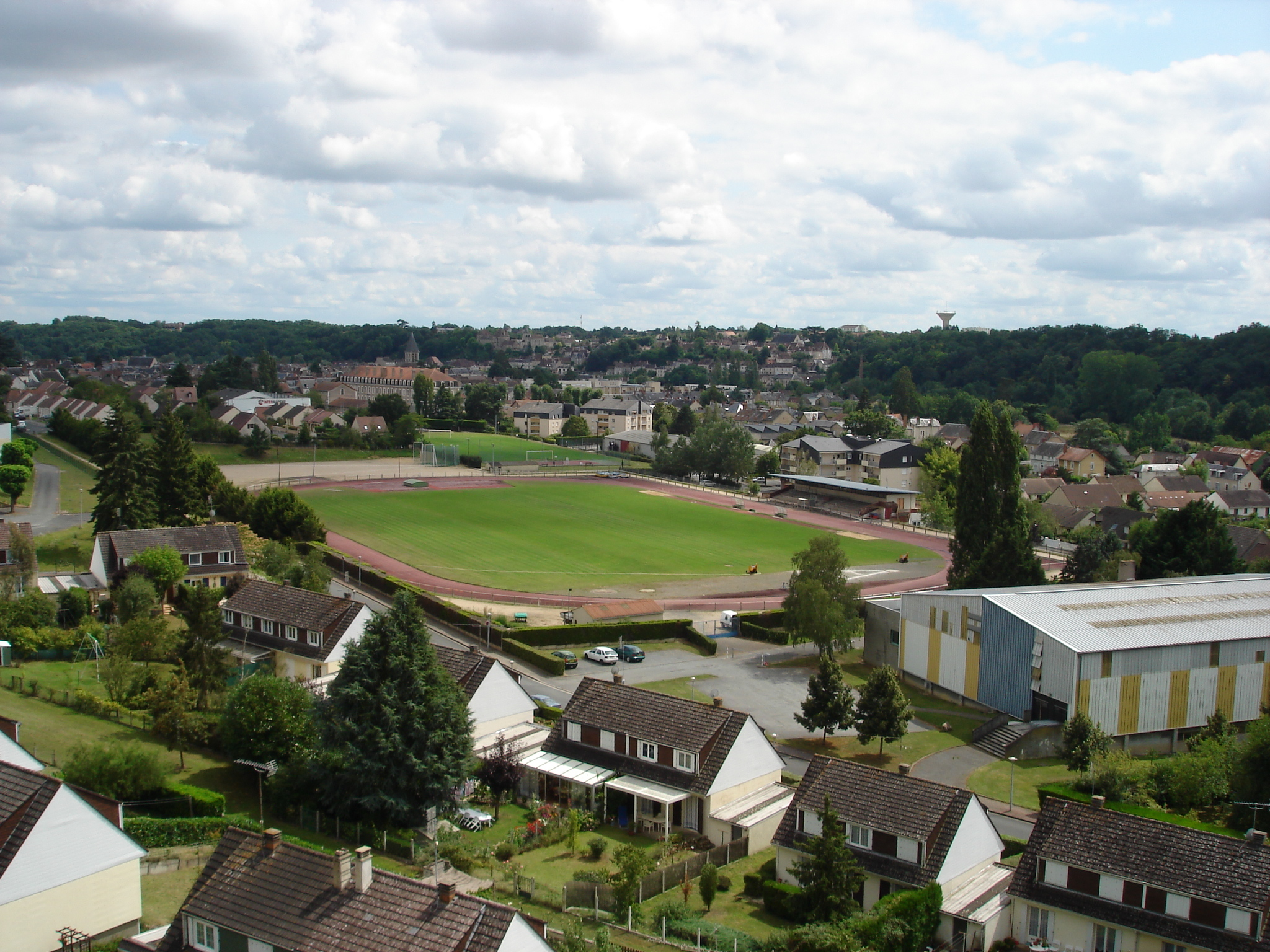
Le stade de football des Ménigouttes en 2007.
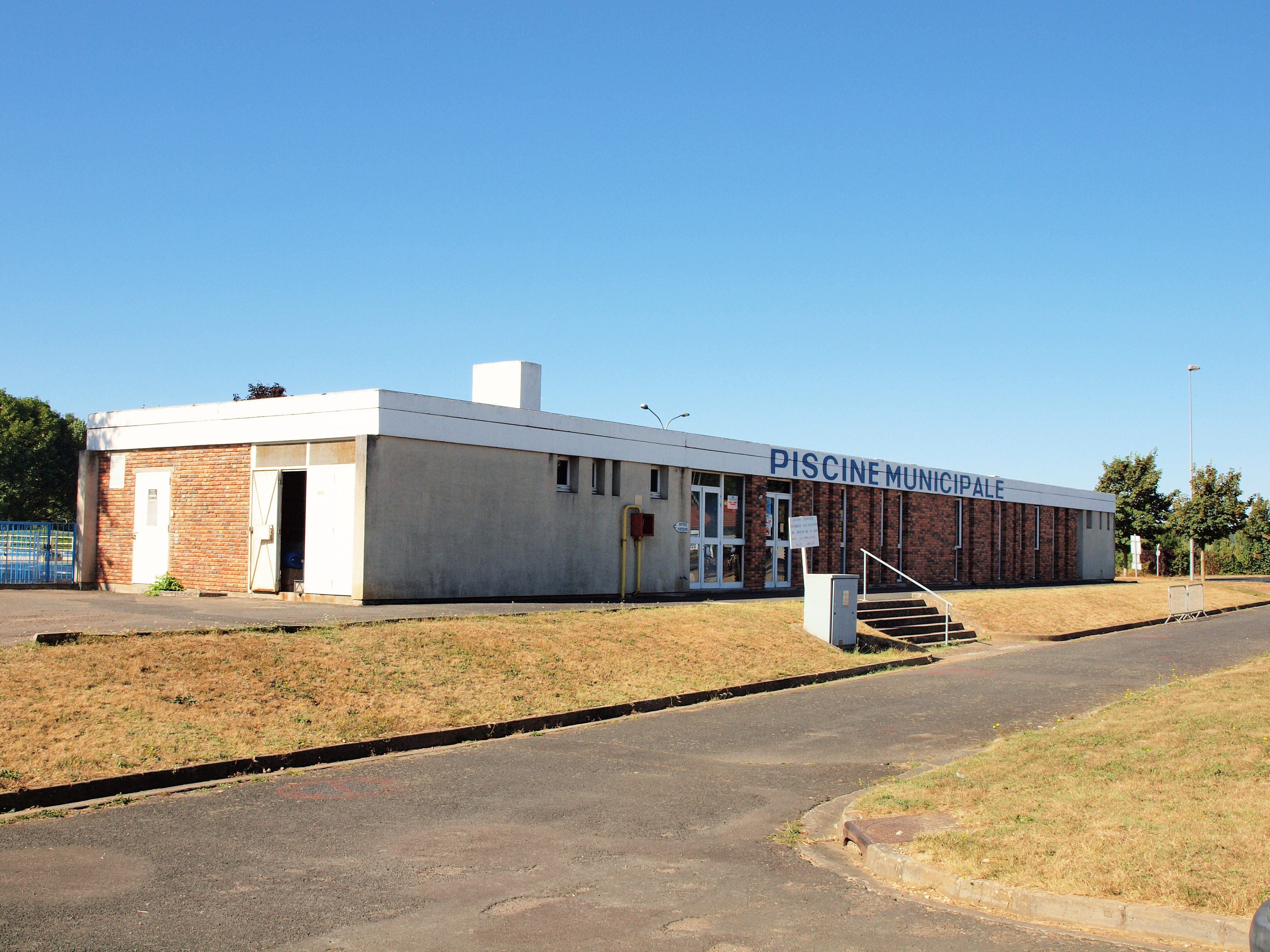
La piscine municipale d'été en 2016.

### Médias
La commune est couverte par les médias suivants : La Nouvelle République du Centre-Ouest, Le Berry républicain, L'Écho - La Marseillaise, La Bouinotte, Le Petit Berrichon, France 3 Centre-Val de Loire, Berry Issoudun Première, Vibration, Forum, France Bleu Berry et RCF en Berry.

### Cultes

#### Catholique
La commune du Blanc dépend de l'archidiocèse de Bourges, du doyenné du Val de Creuse et de la paroisse du Blanc. Le lieu de culte est l'église Saint-Génitour.

## Économie

### Revenus de la population et fiscalité
Le revenu net déclaré moyen par foyer fiscal et le pourcentage de foyers fiscaux imposables sont présentés dans les tableaux ci-dessous, :
|                     | 2009     | 2015     |
| Le Blanc            | ?€       | 18 558 € |
| Indre               | 19 310 € | 19 175 € |
| Centre-Val de Loire | 22 400 € | 20 494 € |
| France              | 23 433 € | 20 566 € |

|                     | 2009   | 2015   |
| Le Blanc            | ?%     | 44,5 % |
| Indre               | 47,9 % | 48,7 % |
| Centre-Val de Loire | 55,1 % | 55,5 % |
| France              | 54,3 % | 55,4 % |

### Emploi
La ville du Blanc est un pôle commercial qui dessert une région de 30 000 habitants environ. La ville est dotée de zones industrielles importantes qui peuvent accueillir des entreprises avec accès internet au très haut débit. La municipalité s'attache à développer et à accompagner l'économie locale par une politique de logements volontariste et par des opérations d'urbanisme : la plus importante, en cours, est la restructuration de la zone de la gare qui pourra accueillir résidences, entreprises artisanales et industrielles dans un environnement de qualité. Un pôle maroquinerie de luxe est en plein développement avec la création de 150 emplois sur deux années.
Le Commandement du soutien operationnel de la gendarmerie nationale (COMSOPGN) est de loin, le premier employeur de la commune, avec près de 600 agents, civils et militaires confondus.
L'entreprise Butagaz est aussi une entreprise importante de la commune.
Le Blanc dispose d'un camping municipal.

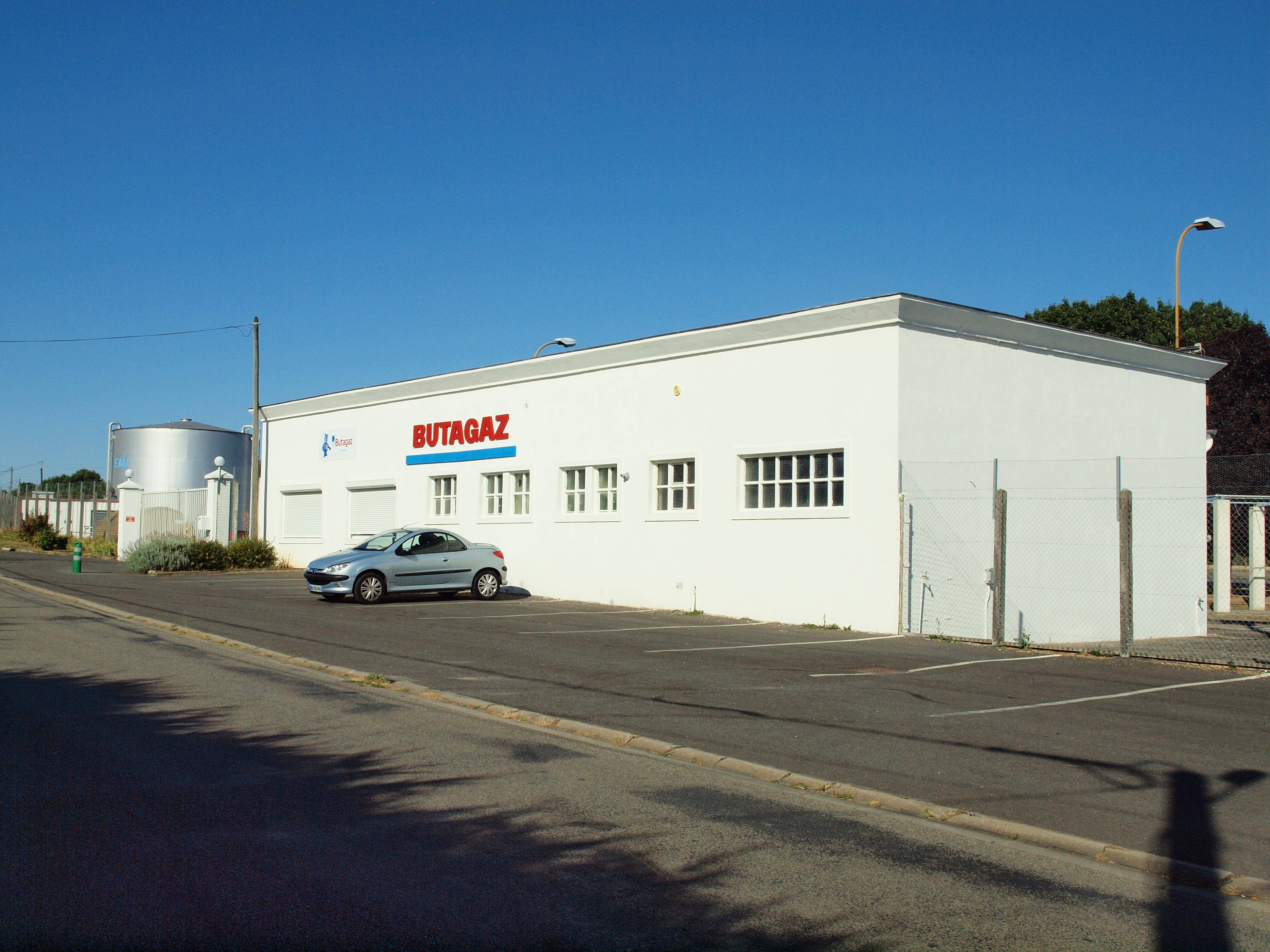
L’entreprise Butagaz en 2016.
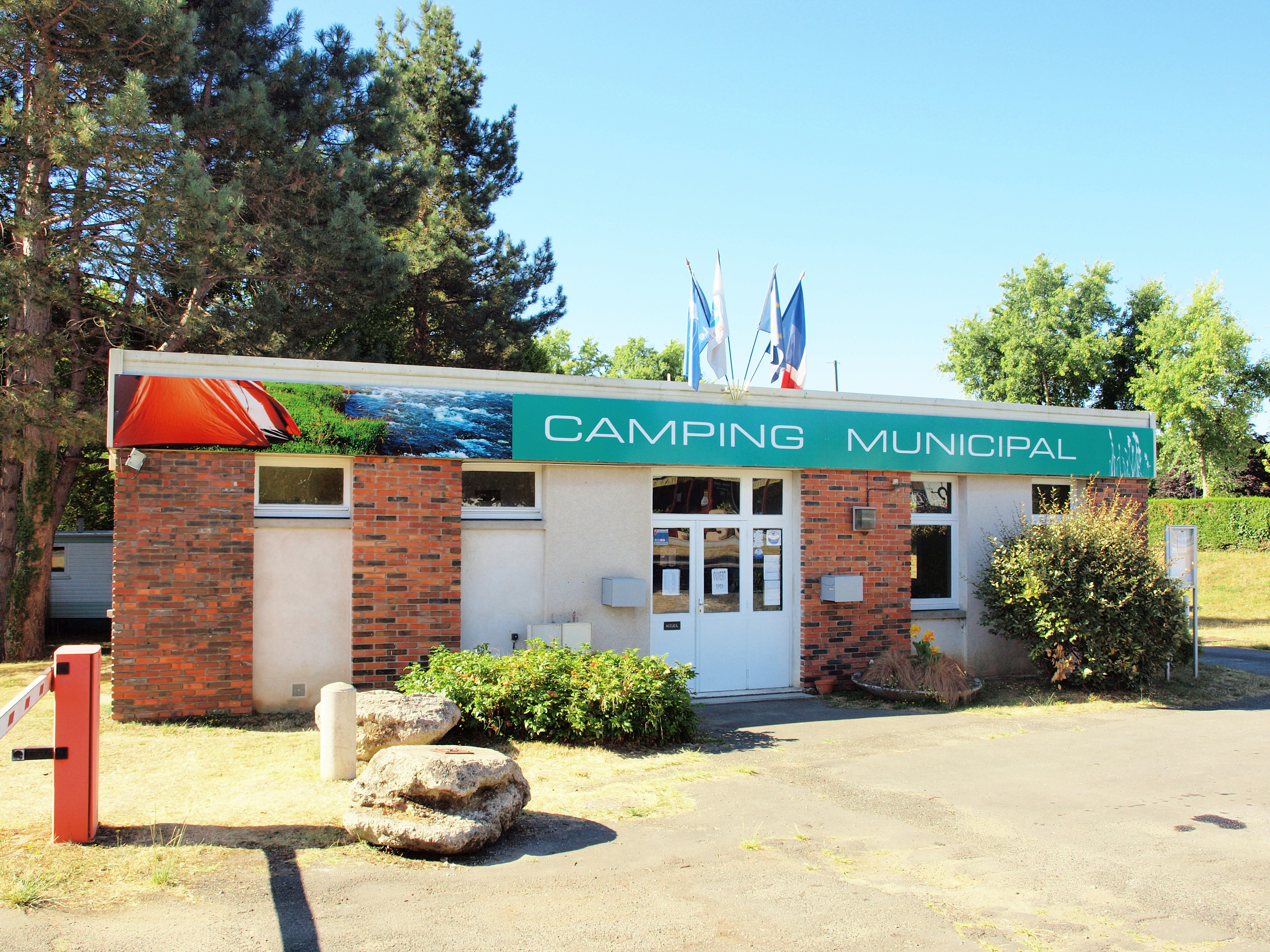
Le camping municipal en 2016.

### Entreprises et commerces
Le commerce de centre-ville et de proximité côtoie celui des moyennes et grandes surfaces.
La commune se trouve dans l'aire géographique et dans la zone de production du lait, de fabrication et d'affinage du fromage pouligny-saint-pierre.

### Tourisme et hébergement
Un camping est présent dans la commune. Il s'agit du camping de L'Ile d'Avant qui dispose de 105 emplacements.

## Culture locale et patrimoine

### Ville et Pays d'art et d'histoire
Le Blanc a obtenu au concours des villes et villages fleuris deux fleurs en : 2004, 2005, 2006, 2007 et 2008.

### Lieux et monuments

#### Château-Naillac

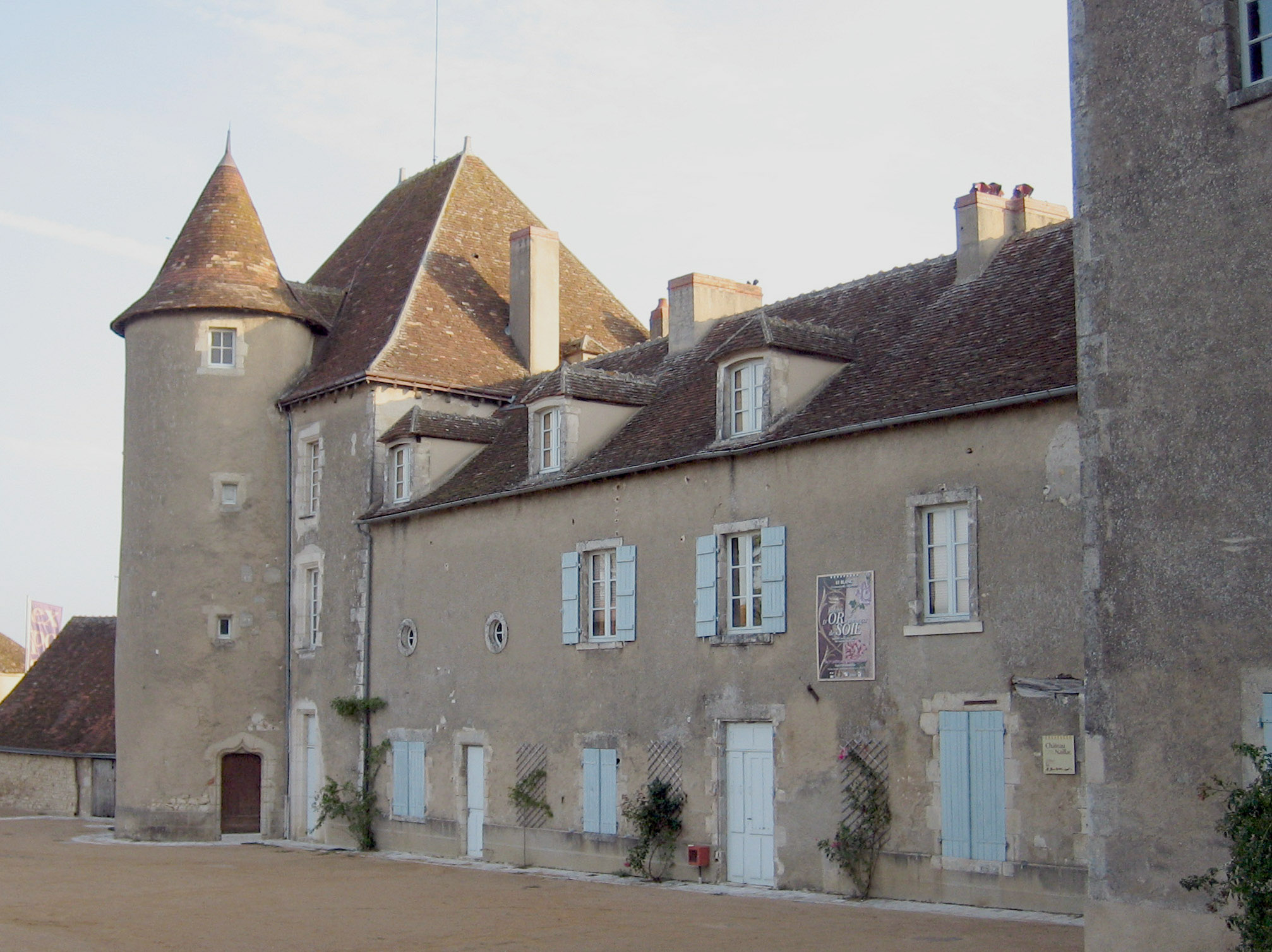
Le château-Naillac en 2006.

Château-Naillac domine la Creuse de ses deux donjons depuis plus de 800 ans. Cette forteresse, plusieurs fois remaniée, a conservé une salle seigneuriale ornée d'une cheminée romane entourée de deux baies à colonnettes et la charpente intérieure d'un hourd du XVe siècle. Prison puis école pendant plus d'un siècle, il devient en 1986 le siège de l'Écomusée de la Brenne et abrite l'exposition permanente Des hommes, un pays, une histoire mise en scène de façon ludique et attractive. Objets témoins, maquettes et reconstitutions offrent aux visiteurs les clefs du passé et du présent pour partir à la découverte de la Brenne.

#### Église Saint-Cyran

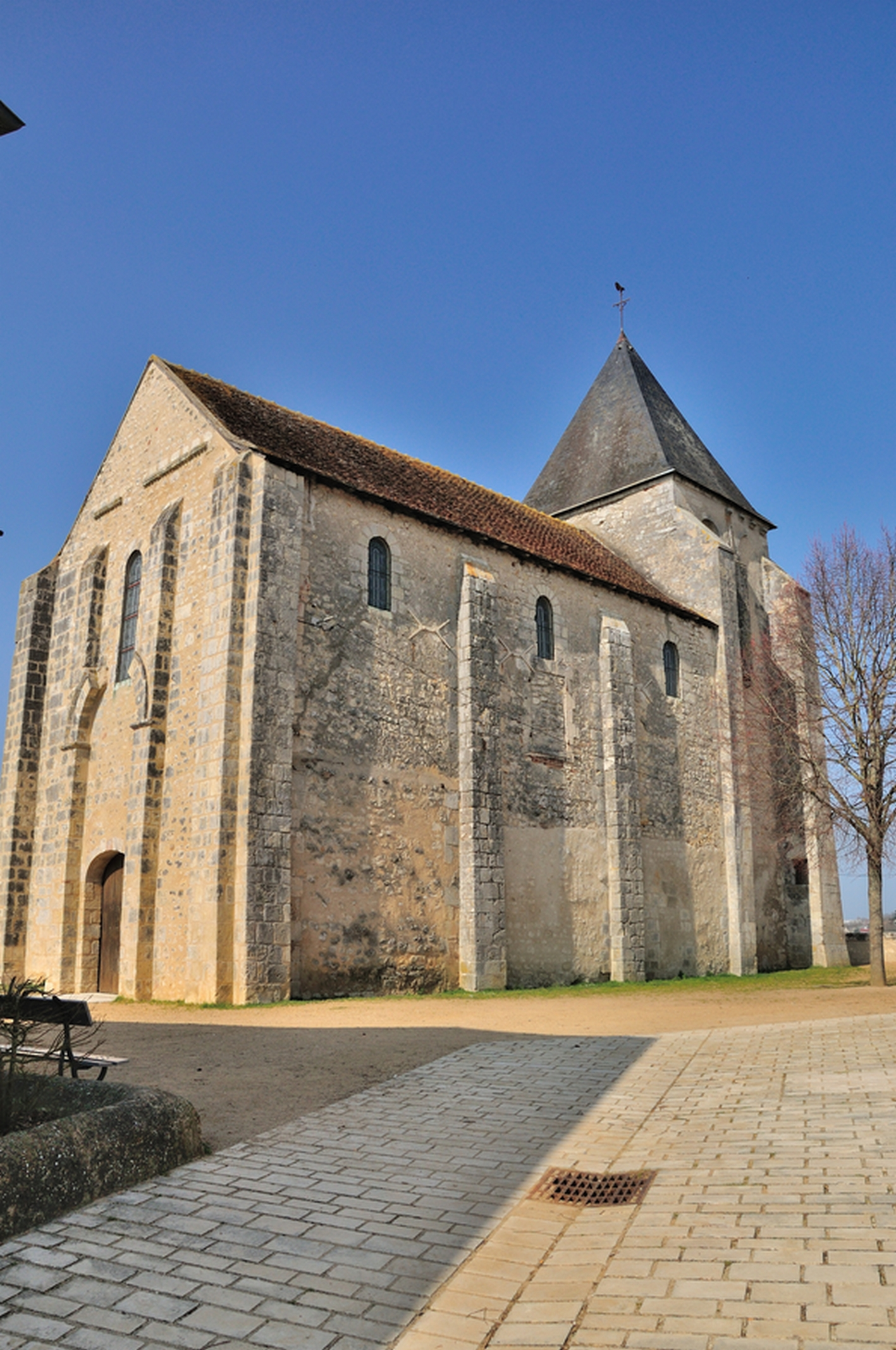
L'église Saint-Cyran en 2012.

L' église Saint-Cyran est comprise dans l'enceinte de la « basse-cour » du château Naillac, église paroissiale, désaffectée en 1793, elle abrita jusqu'en 1270 le corps de saint Cyran. Le contrefort situé à l'est du chevet est évidé pour accueillir une lanterne des morts. Remaniée au XVIIe siècle, grange au XIVe siècle, l'église restaurée en 1985 abrite désormais des expositions temporaires.

#### Église Saint-Génitour
L'église Saint-Génitour (classée monument historique), en ville-basse, devant laquelle passait, vers le gué, l'ancienne voie romaine de Bourges à Poitiers. À l'origine, un prieuré dédié à la Vierge, dépendance de l'abbaye de Déols au XIIe siècle. Agrandie au XIIIe siècle d'une nef, d'une chapelle au sud du chœur à la fin du XVIe siècle, puis de deux chapelles nord et sud (première travée) au XVIIIe siècle, l'église Saint-Génitour conclut son édification au XIXe siècle par des bas-côtés et un ensemble mobilier destiné à enrichir cette église après les pillages qu'elle subit aux lendemains de la Révolution. La forte déviation du chœur par rapport à la nef (comme la proche abbaye de Fontgombault), trouve son origine dans les différentes campagnes d'agrandissement préservant l'ouverture des rues voisines. En 1998, des fresques sont mises au jour dans les voûtes du chœur, à la suite de la chute de plâtre des différentes campagnes de blanchissement de l'église au début du XIXe siècle.

#### Viaduc du Blanc

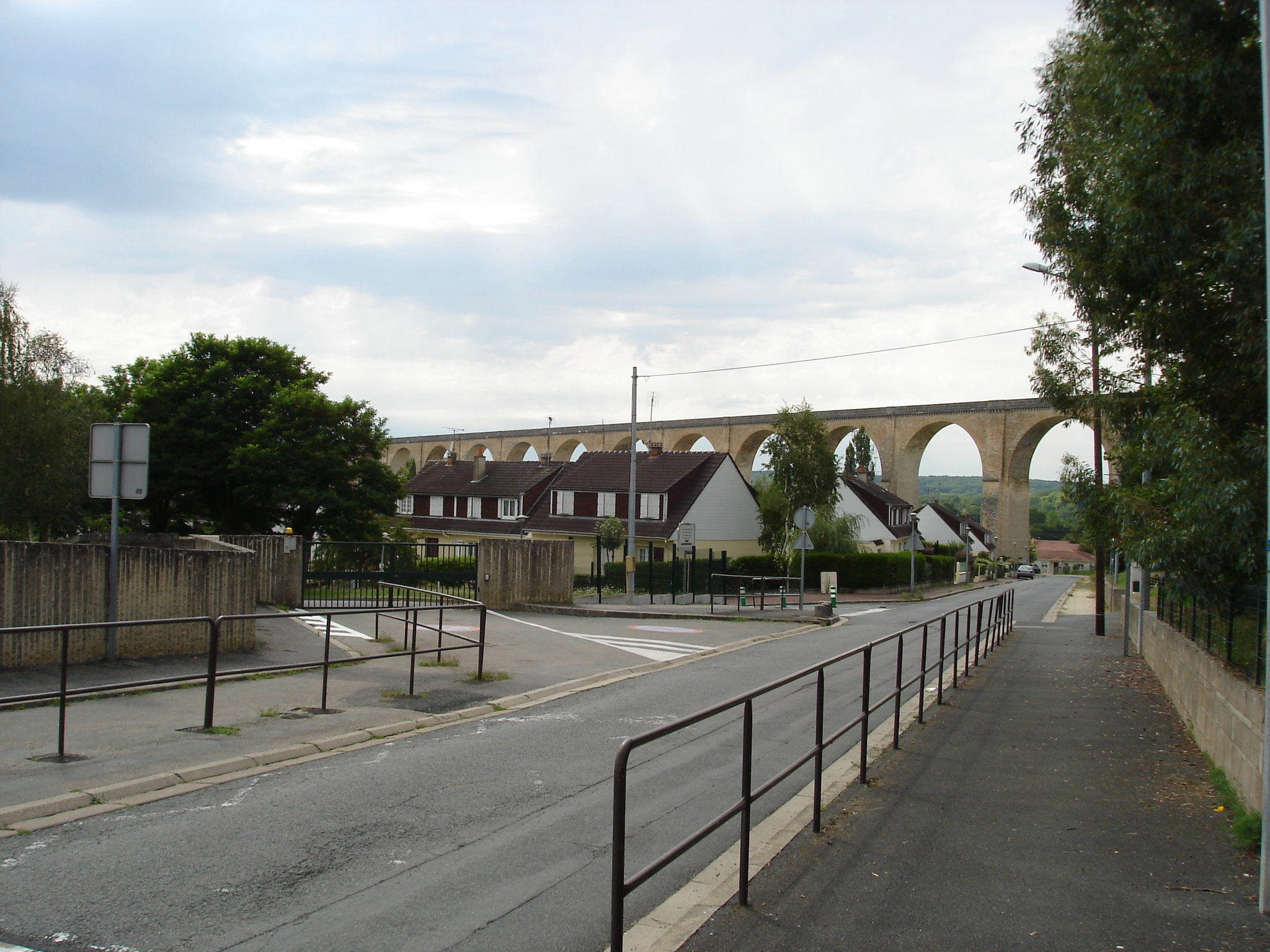
Le viaduc en 2011.

Le viaduc du Blanc est le plus imposant monument de la ville. Édifié de 1885 à 1886, il permettait aux convois ferroviaires venant de Poitiers et Montmorillon de franchir la rivière à 38 m de hauteur, par une voie unique empruntant ses 21 arches et ses 528 mètres de longueur aujourd'hui aménagés en voie verte.

#### Couvent des Augustins
Au début du XIVe siècle, un seigneur de Naillac fit don à un ermite de l'ordre des Augustins d'un terrain pour fonder un couvent. L'ancienne chapelle des Augustins date de la seconde moitié du XIVe siècle et du XVe siècle. Les bâtiments conventuels visibles aujourd'hui furent construits sur le côté nord de l'église, entre 1648 et 1672. Le cloître date de 1669. L'intérieur conserve, au rez-de-chaussée, des salles voûtées.

#### Chapelle des Piliers
La chapelle fut construite au XIIIe siècle. L'édifice est inscrit au titre des monuments historiques, le 20 juin 1928.

#### Crypte de Charasson
La Crypte de Charasson est une ancienne cave collective de vignerons, elle est classée monument historique en 1928.

#### Maison Hénault
Logis à pignon du XIVe siècle.
La façade s'ouvre par une porte sculptée à colonnettes et arc en accolade, flanquée d'une large baie cintrée, ornée également de colonnettes. Dans la cave, présence d'un souterrain du XIe ou XIIe siècle.
Selon la tradition, Jean le Bon aurait passé la nuit précédant la bataille de Poitiers (1356) dans cette maison.

#### Hôtel de ville
Le couvent des Augustins fondé au XIVe siècle, vendu comme bien national en 1792 est alors partagé entre différentes administrations et la mairie. Édifié contre l'ancienne chapelle, l'hôtel de ville, dans un style néo-classique avec sa façade rythmée par des pilastres plats, est entré en fonction en 1825.

#### Maison de la Marquise
La maison de la Marquise est acquise par Claude Dupin, arrière-grand-père de George Sand, qui acheta le marquisat du Blanc en 1739, cette maison, une des plus anciennes de la place, est dite « de la Marquise » en souvenir de madame Dupin qui fut Dame du Blanc.

#### Quai Aubépin
Créé à la fin du XVIIIe siècle, le quai Aubépin est refait lors de la construction du pont à l'emplacement des murailles d'enceintes de la Ville Haute. Il est bordé d'hôtels particuliers, dont la maison d'Élisabeth Bichier des Ages, fondatrice de l'ordre des filles de la Croix. On peut y voir d'imposantes toitures ornées d'épis de faîtage en céramique.

#### Grande rue
Longtemps axe principal de la Ville Haute, la Grande rue était très animée. En témoignent les échoppes dont certaines se trouvent situées en contrebas de la rue actuelle, rehaussée au cours des temps. Les maisons les plus anciennes datent du XVe siècle.

#### Gué
C'est ici qu'à l'époque gallo-romaine un gué traversait la Creuse. Sur la rive gauche, l'ancien moulin à blé a été transformé au XIXe siècle en filature de lin employant plus de 400 ouvriers, et possédant des machines à vapeur.

#### Autres
- Caserne Chanzy : la caserne est un imposant bâtiment militaire du XIXe siècle.
- Monument aux morts

### Patrimoine culturel

#### Écomusée de la Brenne
L'écomusée de la Brenne : installé dans le château féodal du XIIe siècle, l'Écomusée de la Brenne est incontournable pour qui veut appréhender et connaître ce territoire. L'écomusée nous parle des secrets de sa constitution géologique, de l'origine des étangs grâce à une carte interactive, de la vie agricole, des faux sauniers, du passé industriel avec maquette animée des forges de Bélâbre, de la Brenne actuelle et une exposition permanente Pour un voyage à travers le temps en Brenne.

#### Maison des amis du Blanc
Deux maisons du XVe siècle abritent ses collections d'arts et traditions populaires, ainsi qu'un ensemble de cycles et vélocipèdes en souvenir de l'entreprise Dilecta. Les Amis du Blanc ont réalisé en 1971 l'arbre des métiers installé au carrefour de la Grande rue et de la rue de la Poterne. D'inspiration bavaroise, il rappelle la vie active d'un pays à travers les âges.

### Personnalités liées à la commune
- Philibert de Naillac (?-1421), fut le 34e grand maître des Hospitaliers de l'ordre de Saint-Jean de Jérusalem de 1396 à sa mort, en 1421. Né au Château-Naillac, au Blanc.
- Henry-Louis d'Aloigny (1626-1676), maréchal de France, fut marquis de Rochefort (à Sauzelles) et du Blanc.
- René Delaville-Leroulx (1743-1797), administrateur et homme politique, ministre des Contributions et Revenus publics, consul de France à Rotterdam.
- Jean-Baptiste Mangin-Doins (1746-1839), général des armées de la République et de l'Empire y est né.
- Joseph Delaville Le Roulx (1747-1803), armateur, négociant et homme politique, député du tiers état aux États-Généraux.
- Louis Marion Jacquet (1769-1820), militaire du Premier Empire, né et décédé au Blanc.
- Jeanne-Élisabeth Bichier des Ages (1773-1838), fondatrice de la congrégation des Filles de la Croix, religieuse, béatifiée en 1938, canonisée en 1949.
- Joseph Apoux (1846-1910), peintre et illustrateur français né au Blanc.
- Albert Chichery (1888-1944), homme politique français, né au Blanc.
- Soutine (1893-1943), demeura au Blanc de 1926 à 1928 au 17 boulevard Chanzy où il peint plusieurs toiles.
- Pierre Barjot (1899-1960), amiral français, auteur de nombreux livres et articles sur l'aéronautique navale. Il fut commandant en chef des forces françaises au cours de l'expédition de Suez en 1956[104]. Une rue de la ville porte son nom.
- Robert Thuillier (1910-2004), né au Blanc, photographe, inventeur du diaporama.
- Mado Robin (1918-1960), séjournait régulièrement au Blanc, chez l'une de ses sœurs, et y donna plusieurs concerts mémorables, notamment en 1952.
- Bernard Le Coq (1950-), acteur français, né au Blanc.
- Rose Claire Lyon (1986-2013), fut religieuse au couvent des Petites Sœurs Disciples de l'Agneau.
- Johann Obiang (1993-), joueur de football gabonais.

### Héraldique, logotype et devise
| Blason de Le Blanc | Blason  | D'azur au cygne d'argent nageant sur des ondes du même. Devise / CriSans taches, comme lui. |
| Blason de Le Blanc | Détails | Le statut officiel du blason reste à déterminer.                                            |

|  | Logotype de la commune du Blanc : |